# Кахлі

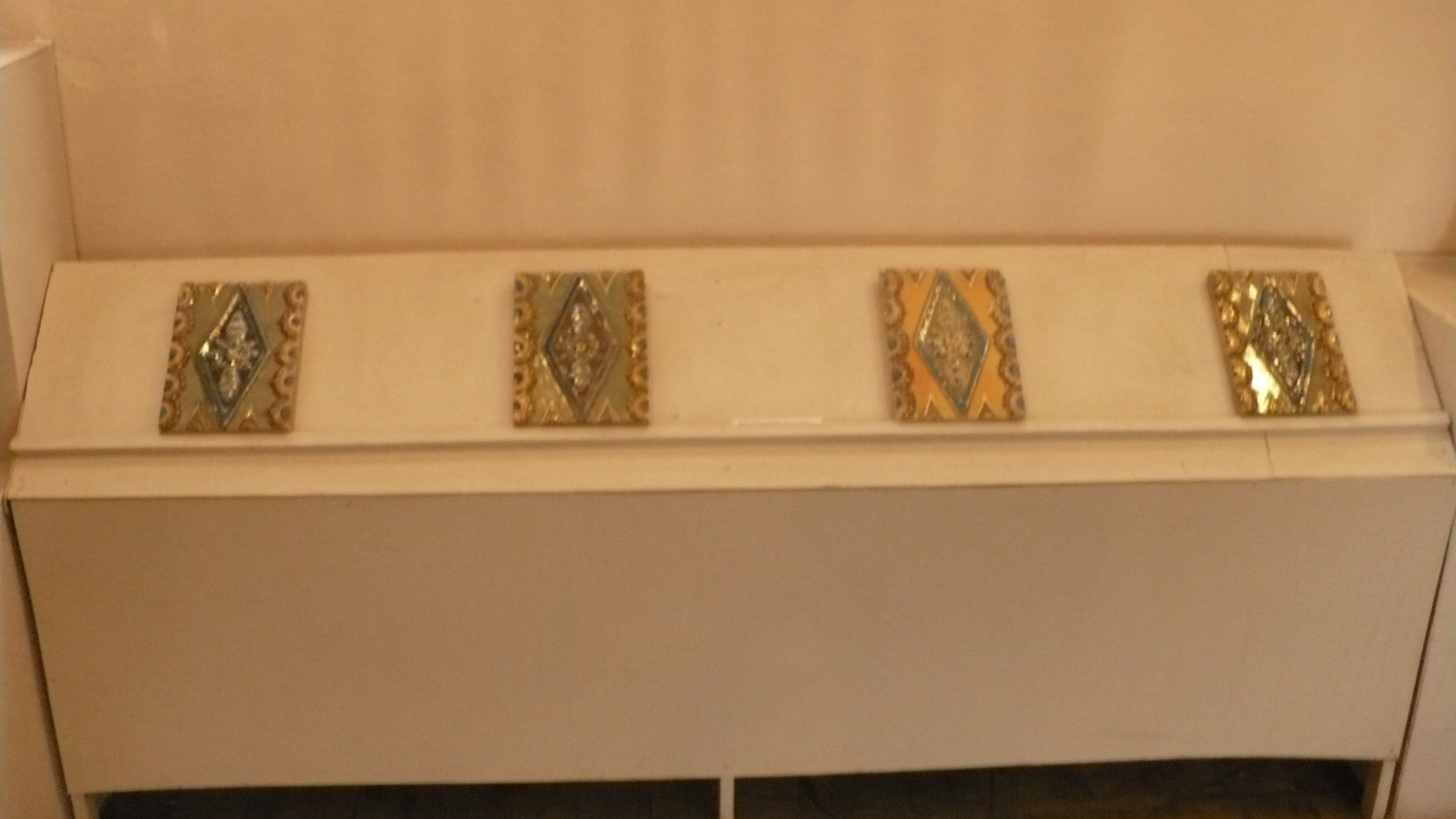
Кахлі в експозиції Миргородського краєзнавчого музею

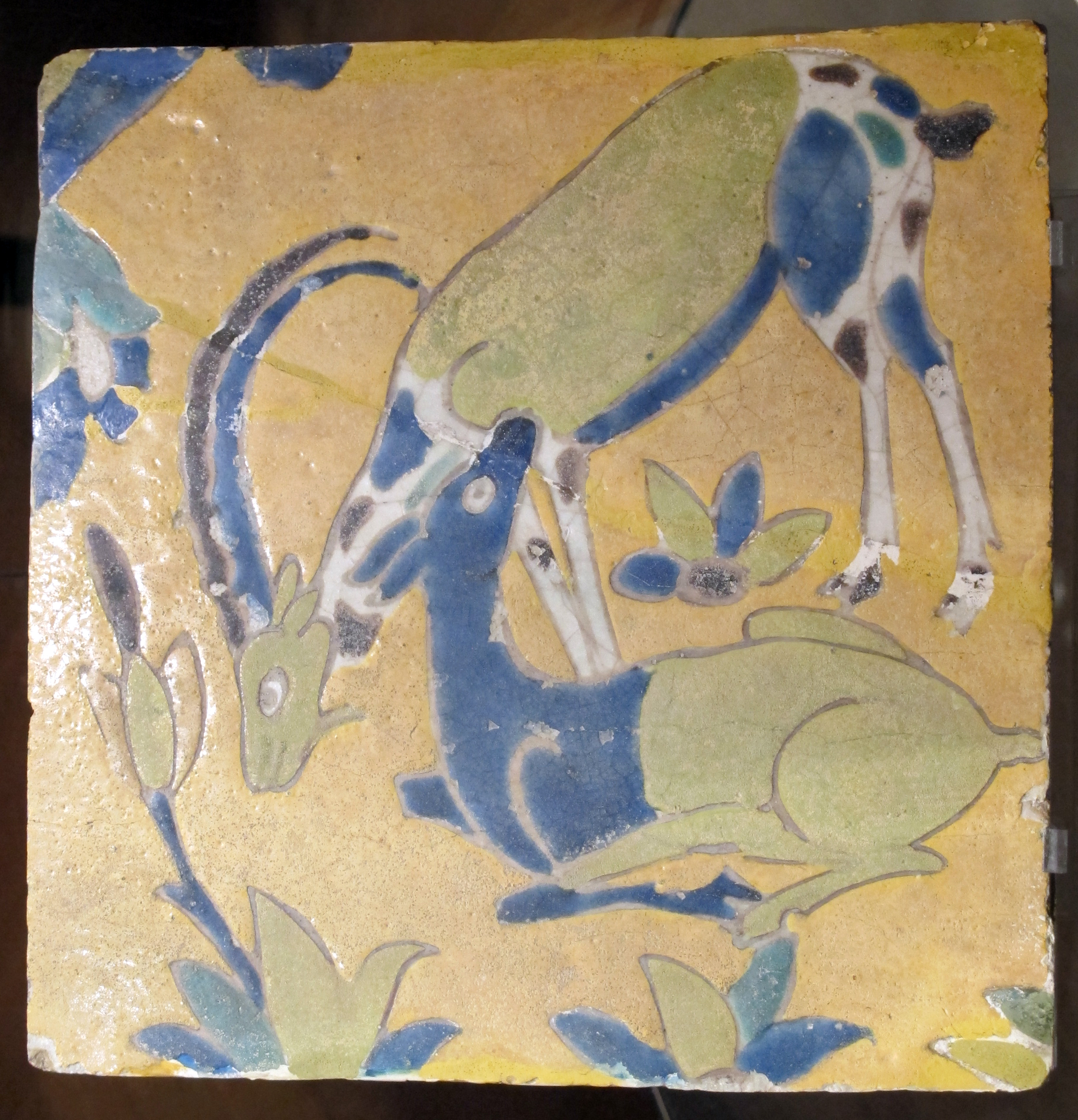
Іран. Кахля з газелями, до 17 ст.

Ка́хлі (переважно в множині, однина ка́хель, ка́хля) — різновид кераміки, художньо-декоративна плитка, що використовується для личкування печей, стін осель і палаців, фонтанів тощо. Кахлі мають цінну властивість: вони накопичують тепло, поступово віддаючи його та не перегріваючи повітря в приміщенні.
Слово «кахель» через посередництво пол. kafel, kachel походить від нім. Kachel. Майстрів, що працюють з кахлями, називають кахлярами.

## Історія дослідження кахлів в Україні
Вперше кахлі Поділля став досліджувати Юхим Сіцінський. Кахлярське мистецтво Івано-Франківщини описане у праці Володимира Шухевича «Гуцульщина». Євгенія Спаська досліджувала кахлі Чернігівщини. Лідія Орел вивчала кахлі Ічні. У післявоєнний період з'явились роботи Катерини Матейко та Лесі Данченко, Пантелеймона Мусієнка. Серед сучасних досліджень можна виділити узагальнюючу працю Олександра Тищенка.
Патріарх української керамології Юрій Лащук розробив схему поділу теренів України на три керамічні зони, що є актуальним і для кахлярства.
У Львові був відомий колекціонер кахлів Петро Лінінській. [Архівовано 22 січня 2022 у Wayback Machine.] У його колекції представлені практично всі періоди розвитку українського кахлю.

## Різновиди кахлів
- Рамочні.
- Безрамочні
- Пласкі.
- Коробчасті.
- Архітектурні.
- Неглазуровані.
- Глазуровані.
- Одноколірні.
- Багатоколірні.
- Килимові безрамочні
- Сюжетні.
- Безсюжетні, орнаментальні.

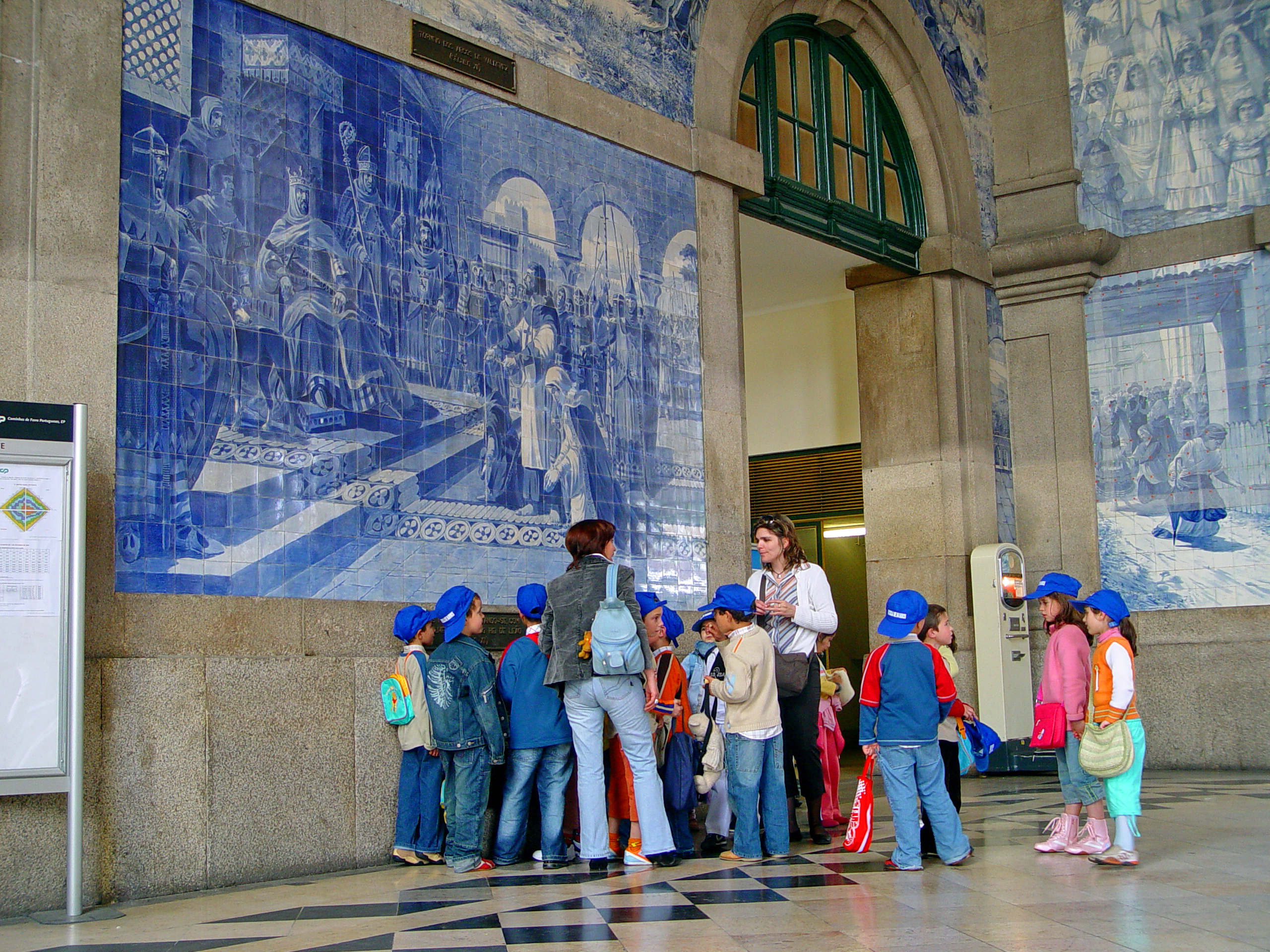
Азулєжу, Місто Порто, вокзал Сан Бенто, Португалія

При використанні кахель, як елемента архітектурного декору в інтер'єрах та екстер'єрах, їх розподіляють за формою та призначенням на —

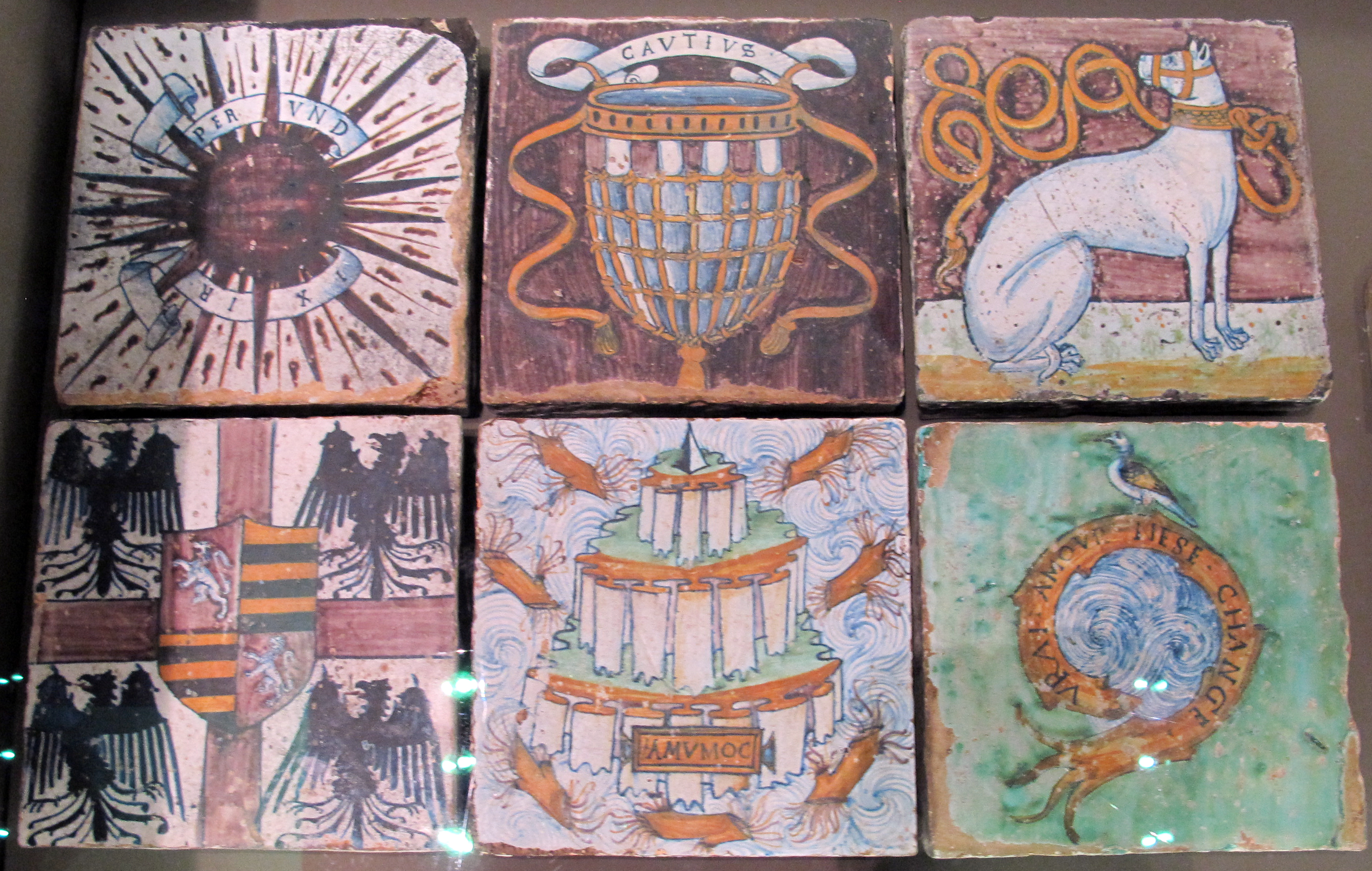
Пезаро, мануфактура Антоніо Феделі. Кахли для студії-кабінету Ізабелли д'Єсте, до 1494 р. Лувр, Париж.

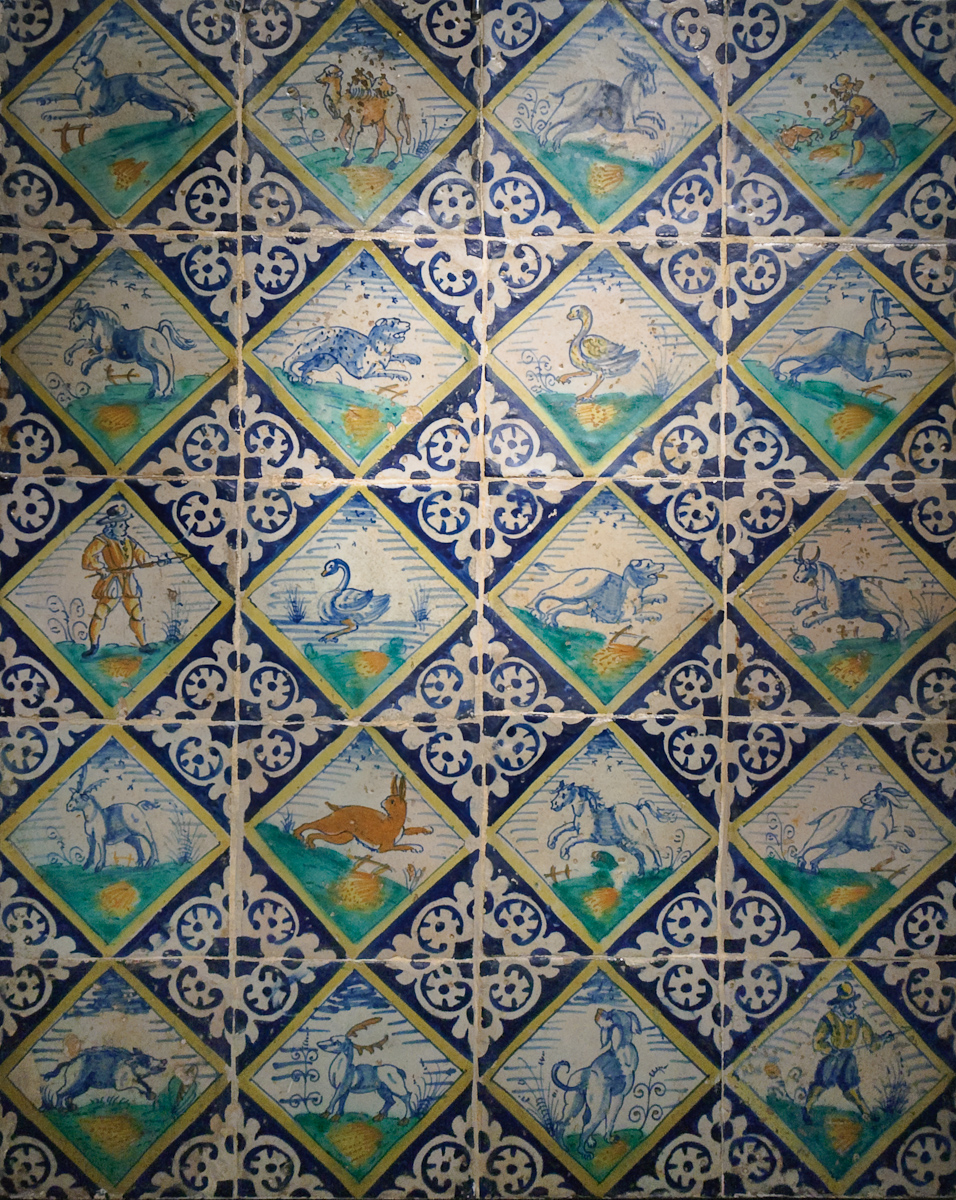
Килимові кахлі з тваринами, до 1625 р. Нідерланди

- пласкі
- карнизні
- кутові

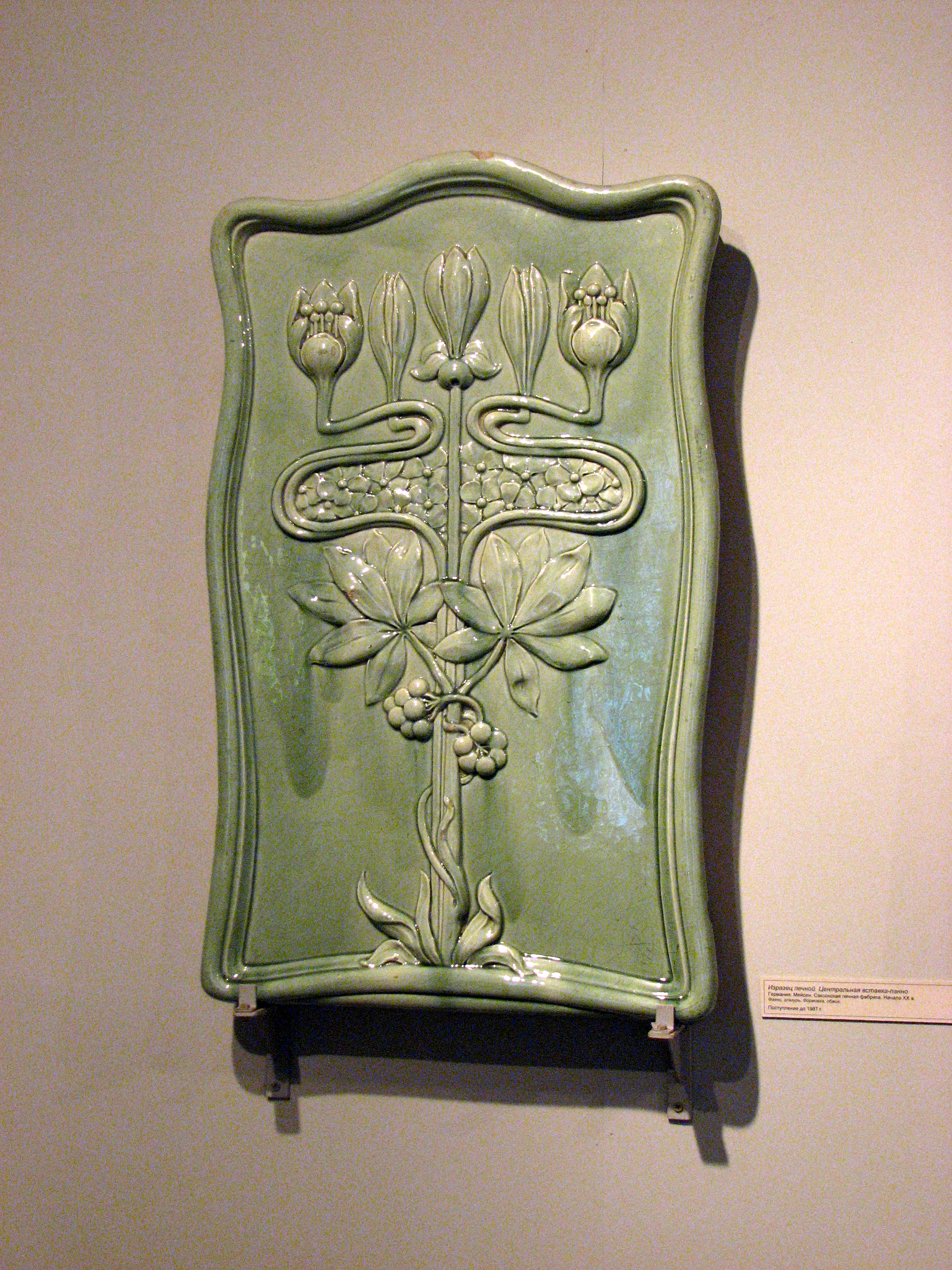
Пічна кахля, Мейсен, Німеччина, початок 1900-х, фаянс, глазур
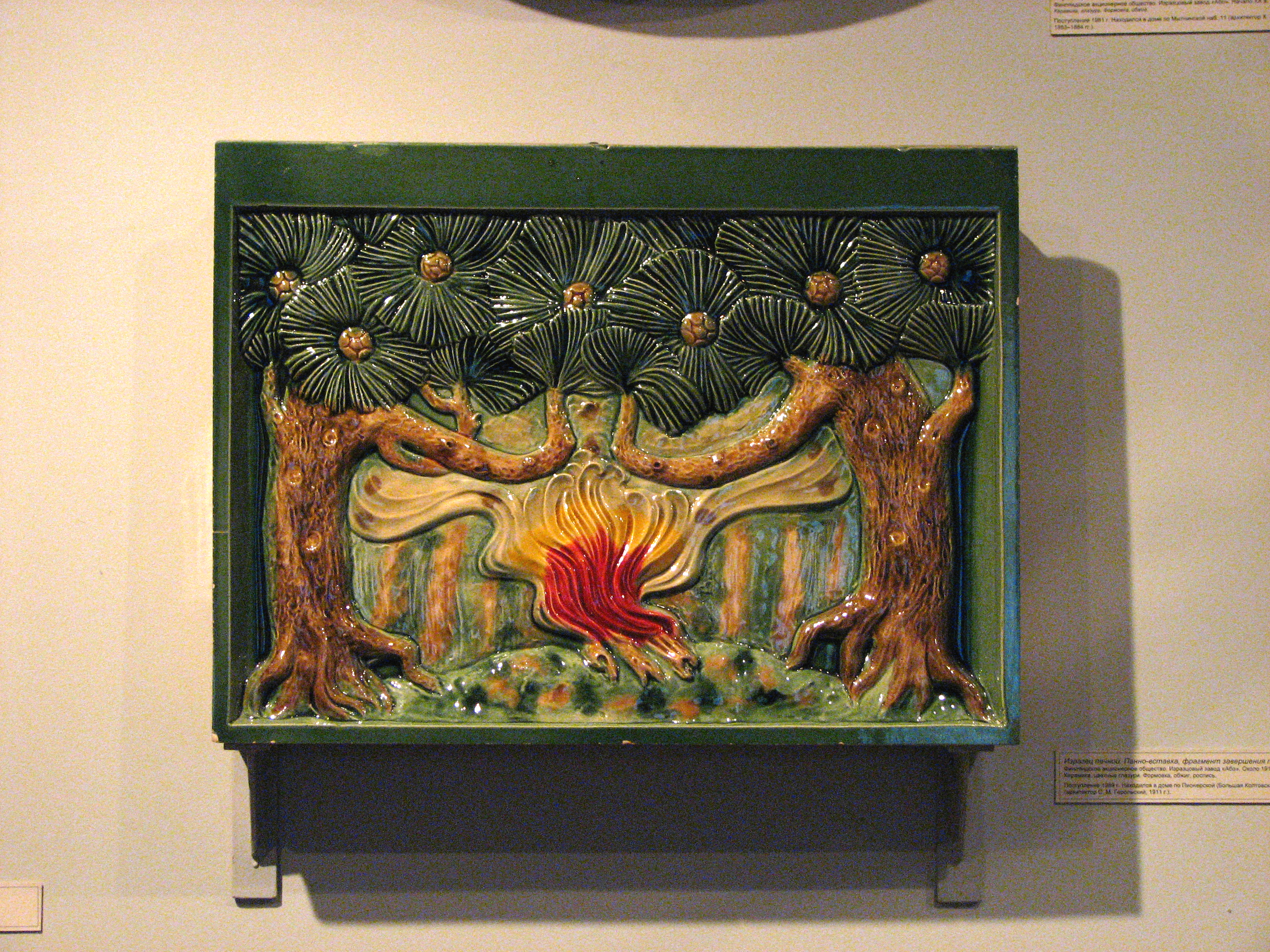
Пічна кахля заводу «Або», Фінляндія, 1911 р.
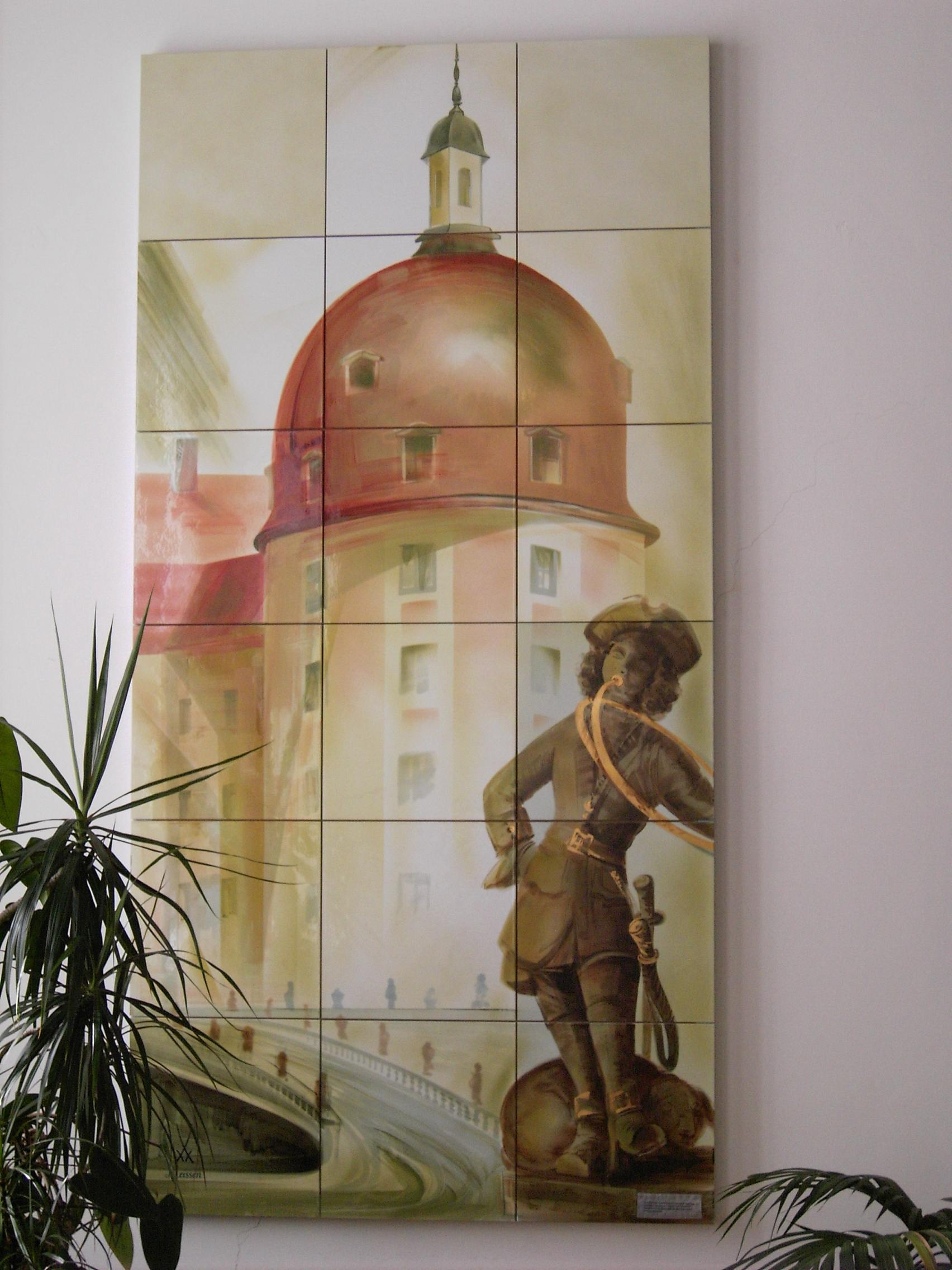
Замок Моріцбург в Саксонії.Кахлі з Мейсена,безрамочні, сучасна робота
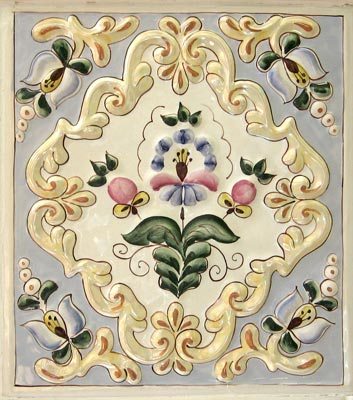
Зразок орнаментальної, пласкої, рамочної, багатоколірної кахлі.
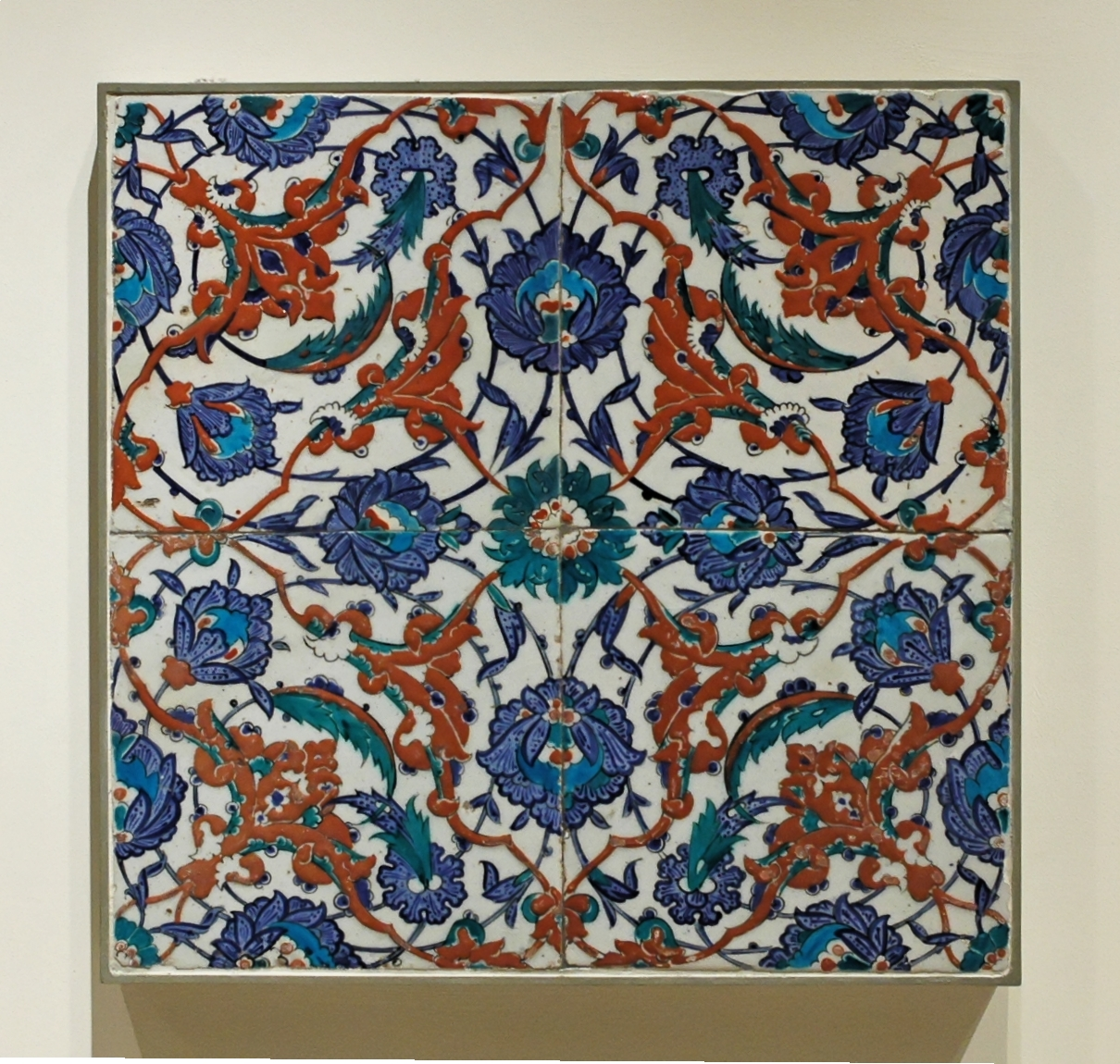
4 килимові кахлі 16 ст. місто Ізнік, Туреччина
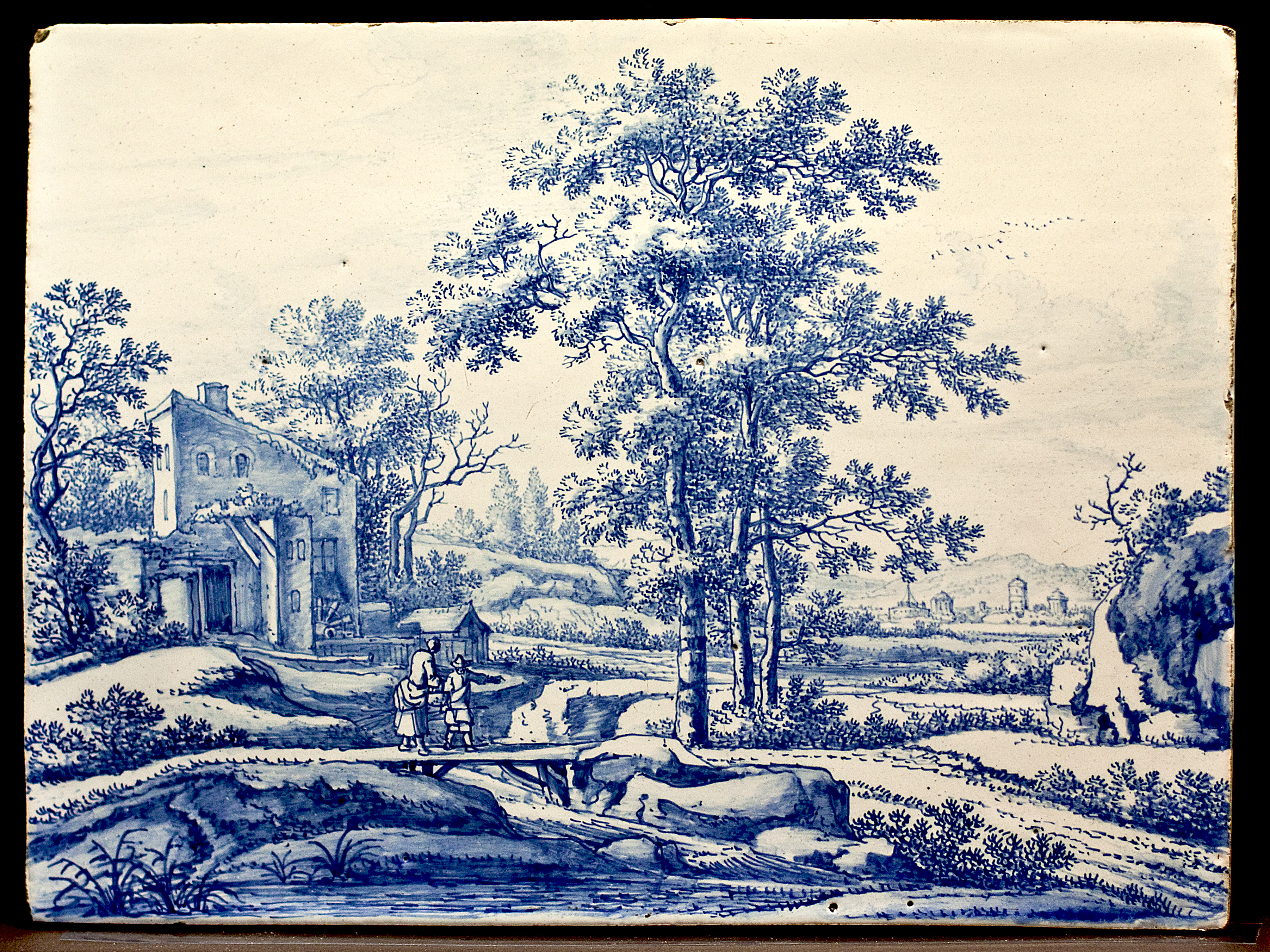
Делфтська сюжетна безрамочна кахля «Пейзаж з річкою»
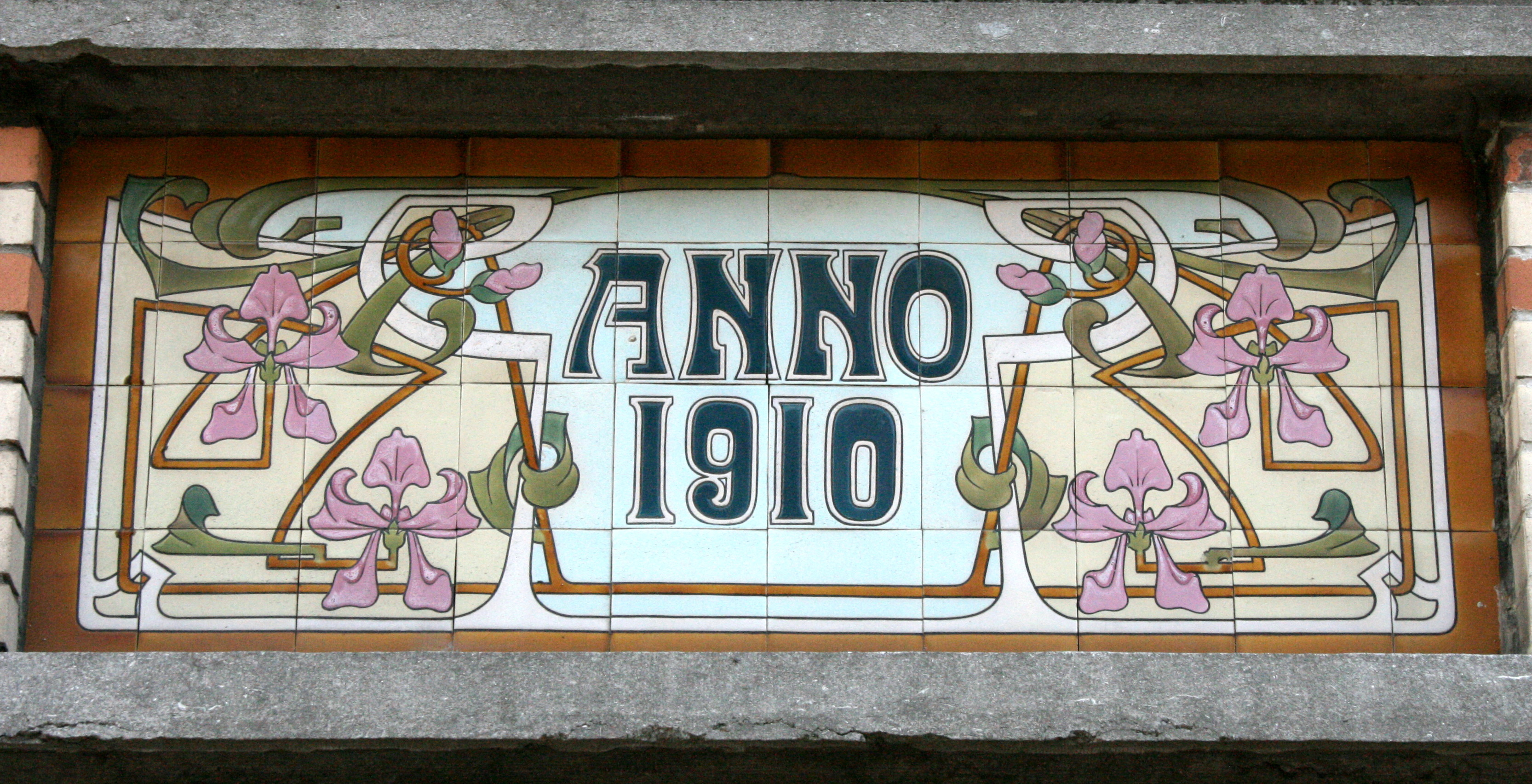
Панно доби сецесії, Брюссель, вул. Брустен, 10
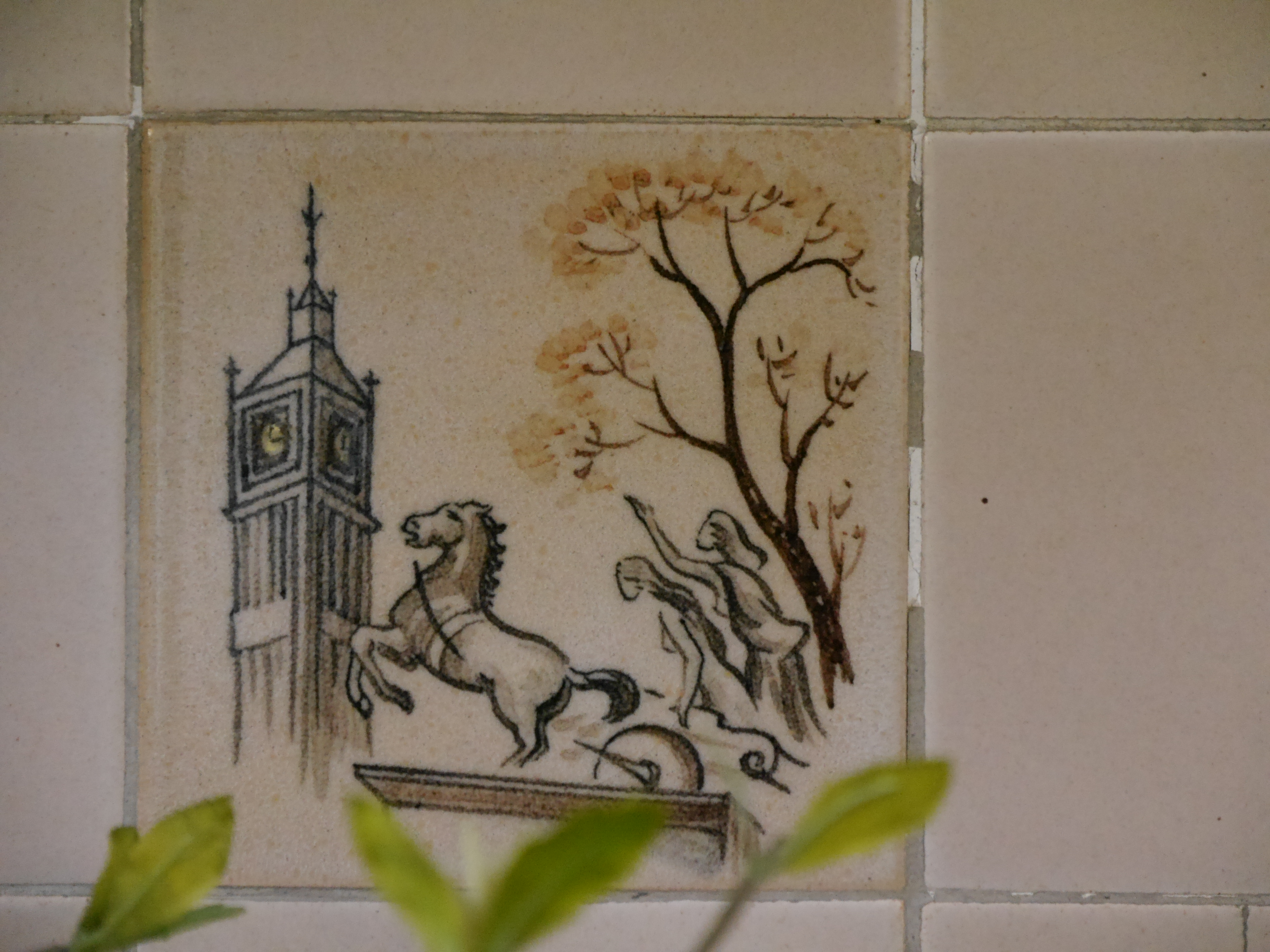
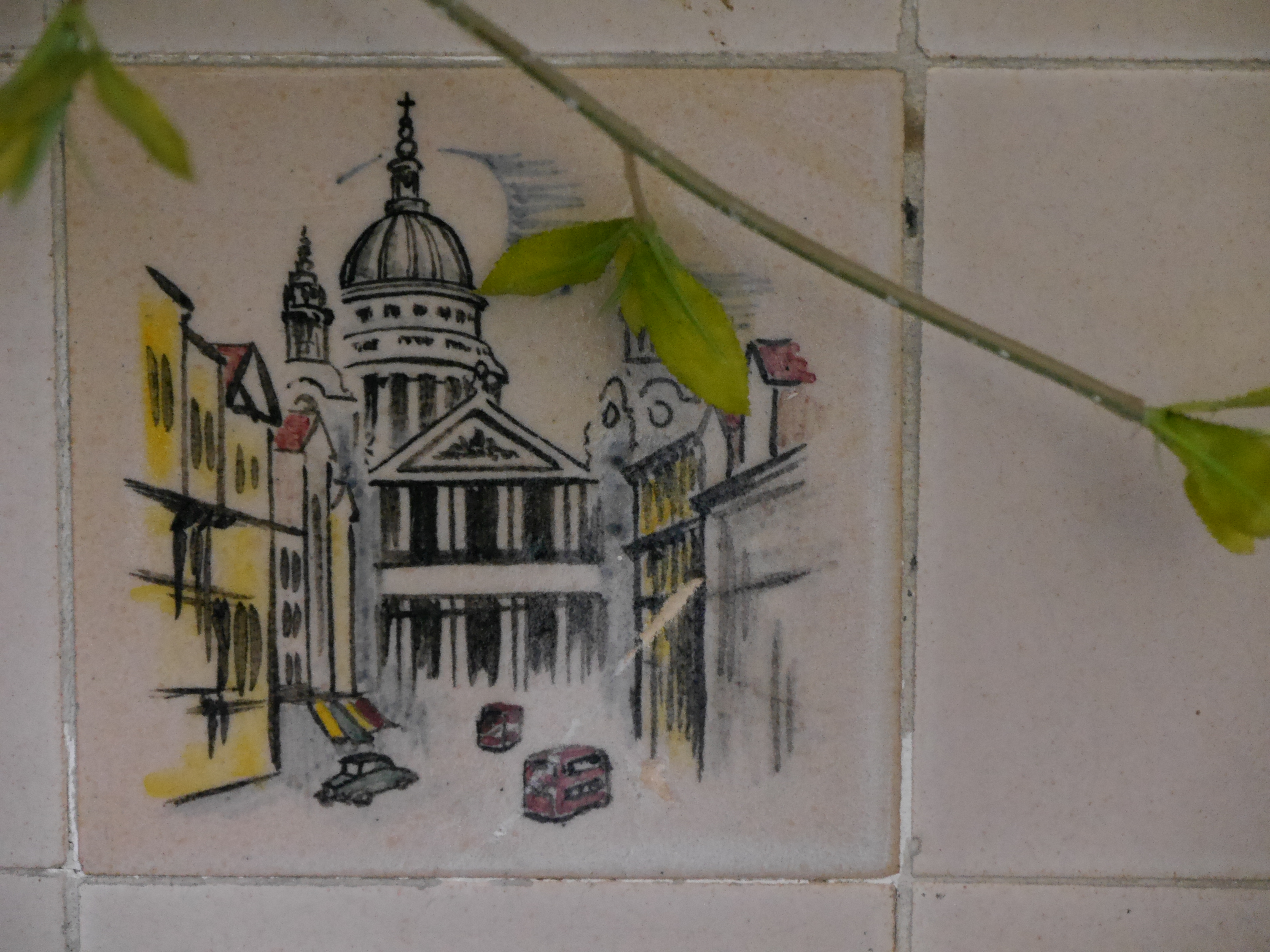

## Історія

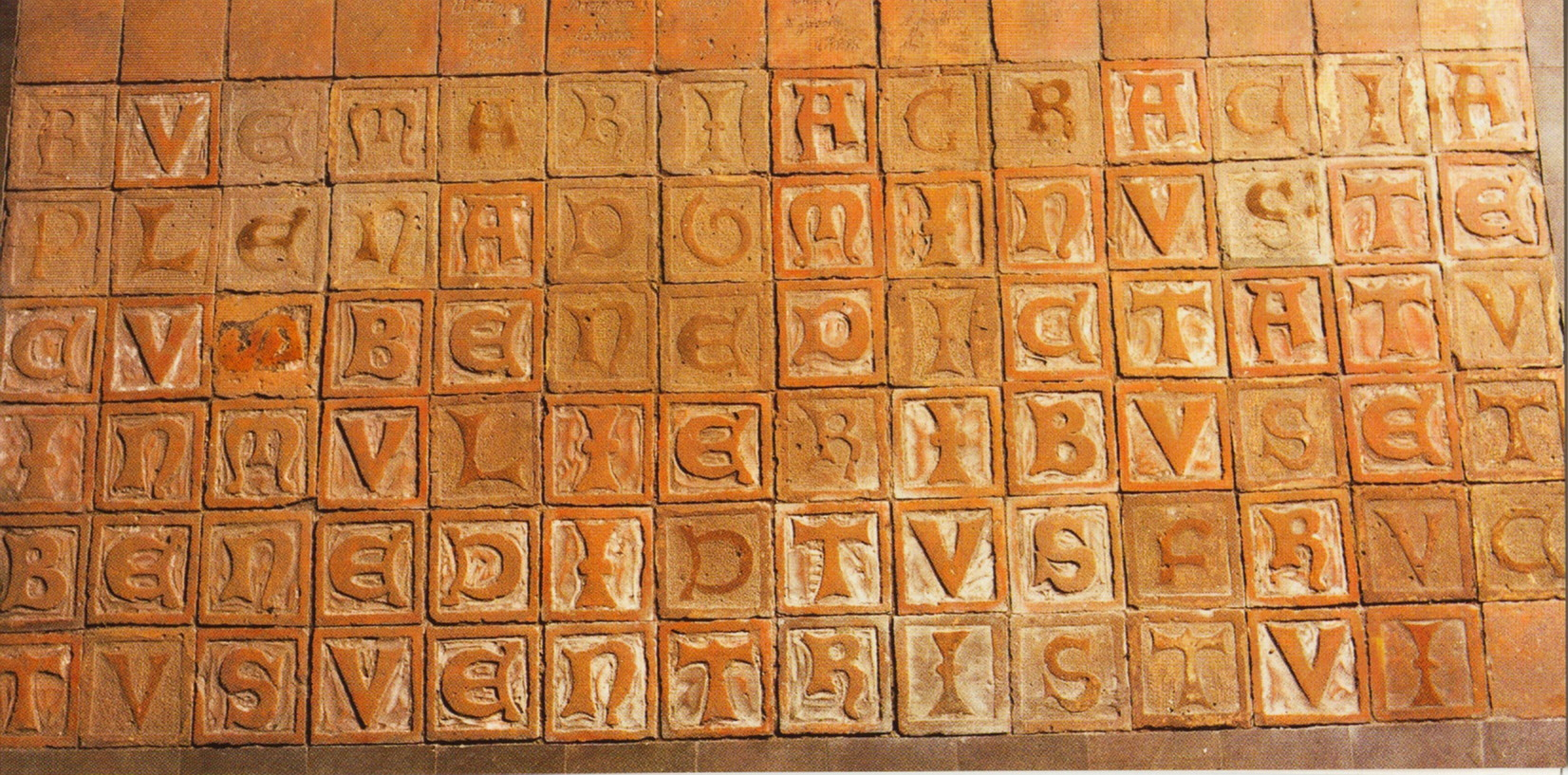
Молитва Аве Марія, викладена кахлями з літерами перед вівтарем, абатство Цинна, до 14ст., Бранденбург, Німеччина

Кахлі відомі в Західній Європі з 8 століття, тобто з ранішнього Середньовіччя. Дешевизна матеріалу і початкова нескладність виготовлення надали їм поширення. Найбільший розквіт використання кахлів прийшовся на 15–17 і на 19–20 століття.
У післямонгольський період на Русі для облицювання печей в інтер'єрі житла почали використовувати плитку. На зворотній стороні почали робити стінки у вигляді коробки (так звана «румпа»). Це забезпечувало міцне з'єднання з кладкою печі. У такому вигляді плитка ставала кахлею. Перші горщикові кахлі використовувались у кладці печей.
В деяких країнах використання сюжетних і орнаментальних кахлів було таким широким, що стало ознакою національної культури (азулєжу Португалії, Бразилії, кахлі Іспанії, кахлі Голландії 16–17 ст.). В інших країнах кахлі набули поширення лише в якусь добу культури чи історичний період (кахлі Московії 17 століття, кахлі Петербурга початку 18 століття) і дуже відрізнялись від попередніх використанням, зразками, технікою виконання, сюжетами чи візерунками, відсутністю культурної спадковості.
Фахівці вважають помилковою назву «кахлі» для коробчатих і архітектурних кахель з румпою на зворотній стороні, що слугує для укріплення їх у стіну. Але сучасна назва «кахлі» поширилася на всі їх різновиди попри зауваження фахівців-пуристів.

## Кахлі мусульманських країн

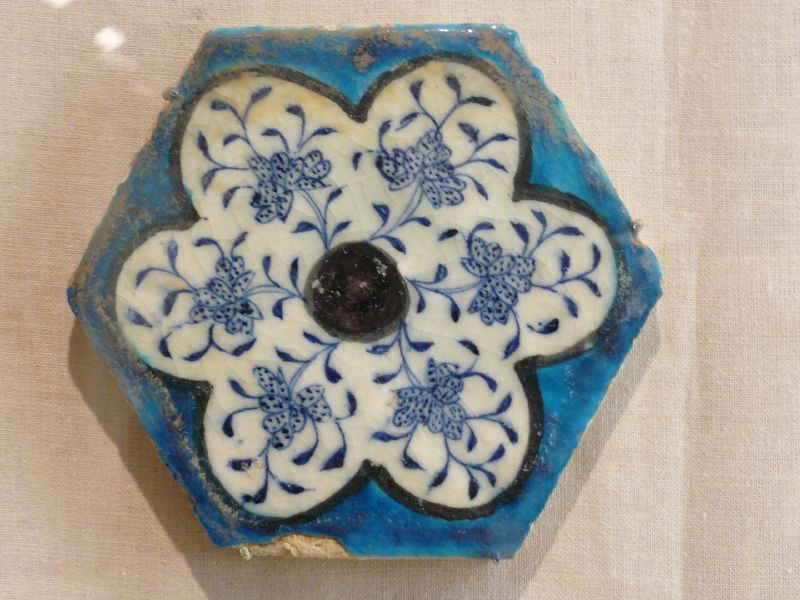
Орнаментальна кахля, Сирія, бл. 1430 р., Бруклінський музей
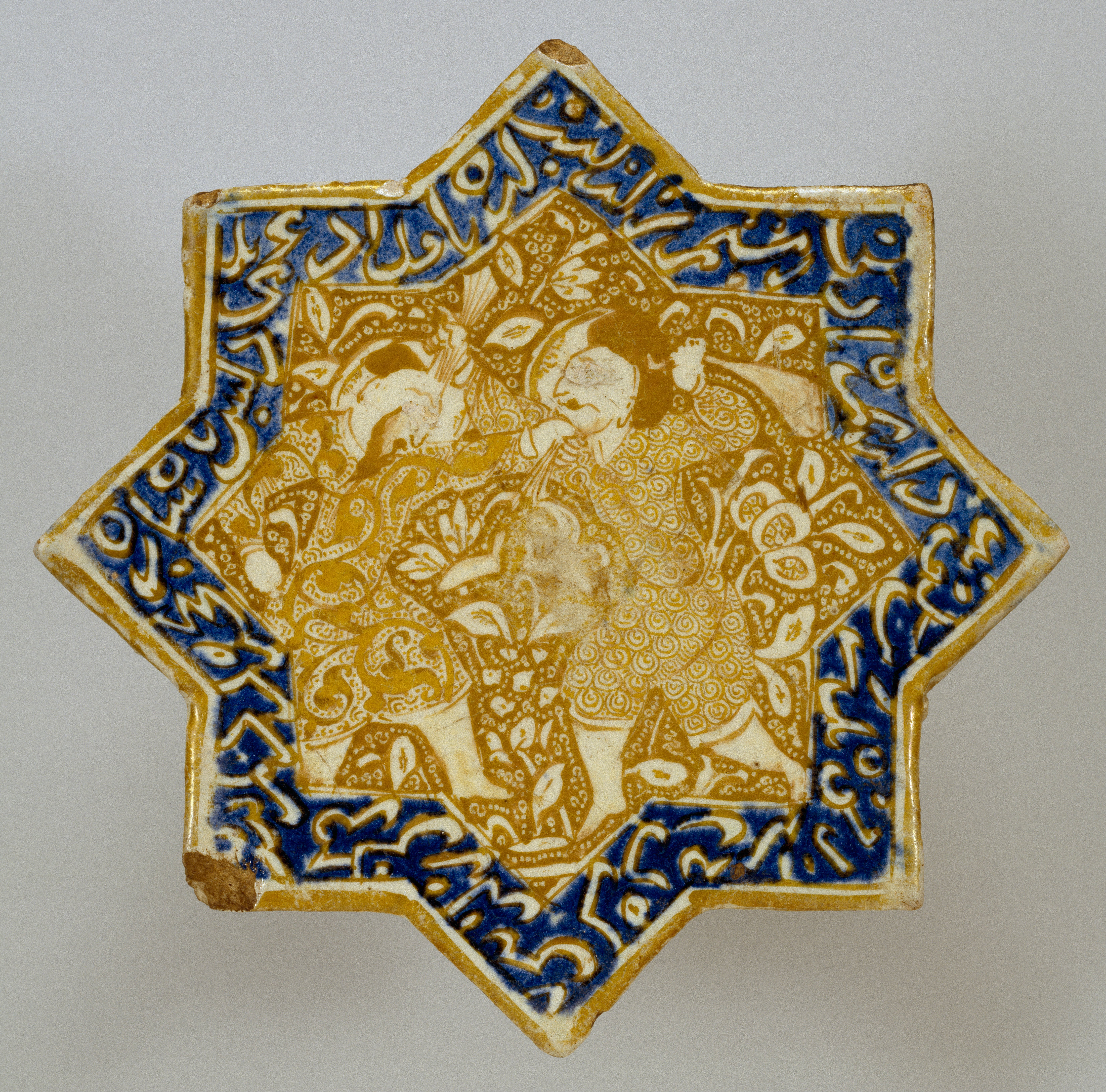
Зірчаста кахля з двобоєм вояків, Іран, 13 ст., Художній музей Волтерс, США
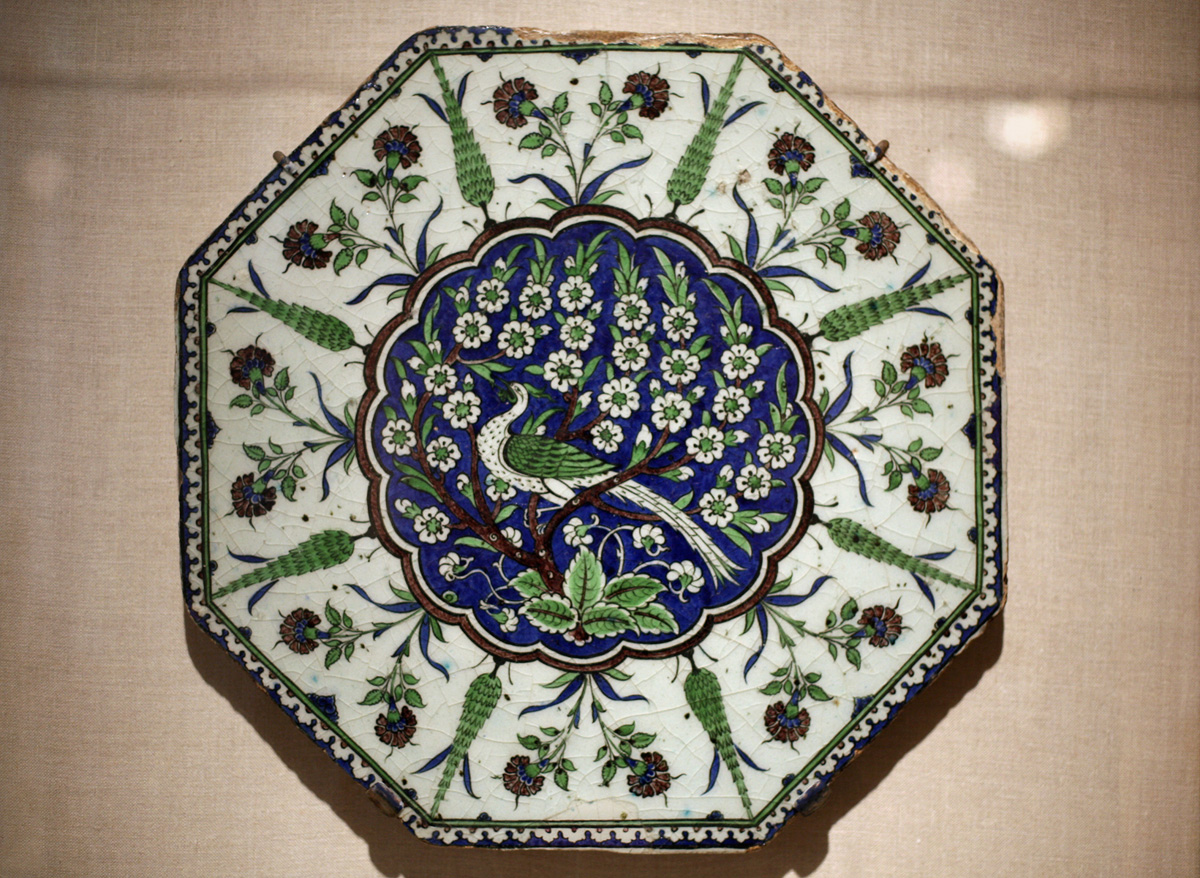
«Павич на дереві», середина 16 ст., Сирія, майстерня Дамаска. Бруклінський музей

## Азулежу (кахлі) Португалії

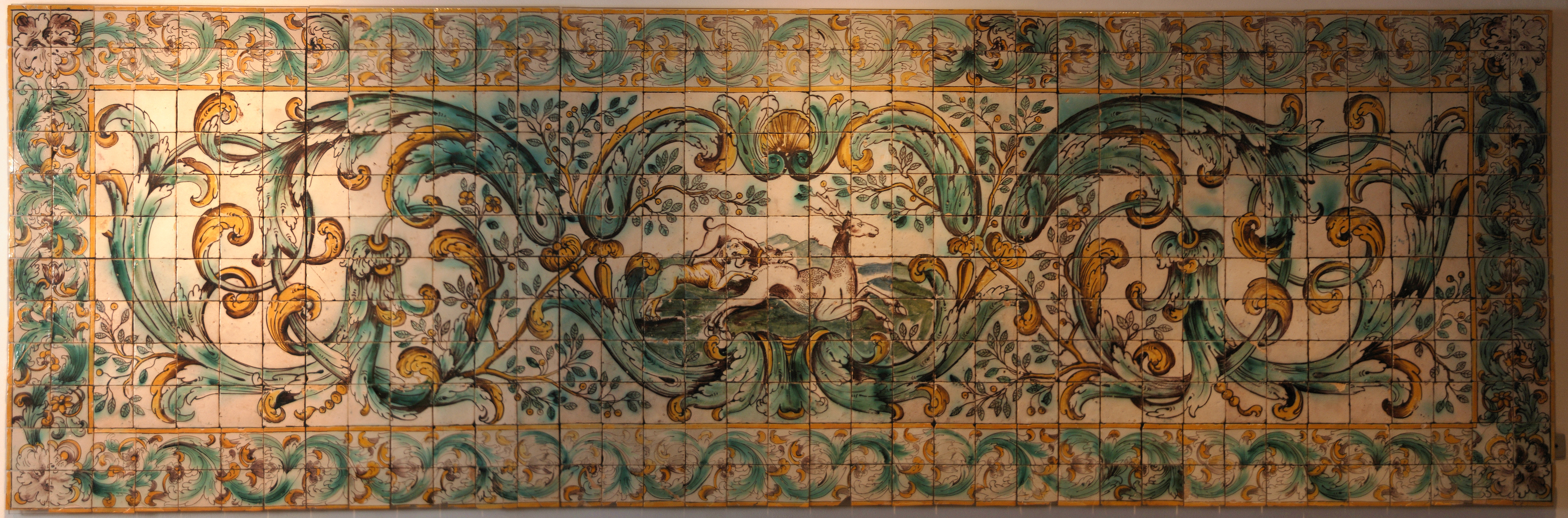
Панель з орнаментом, бл. 1680 р.

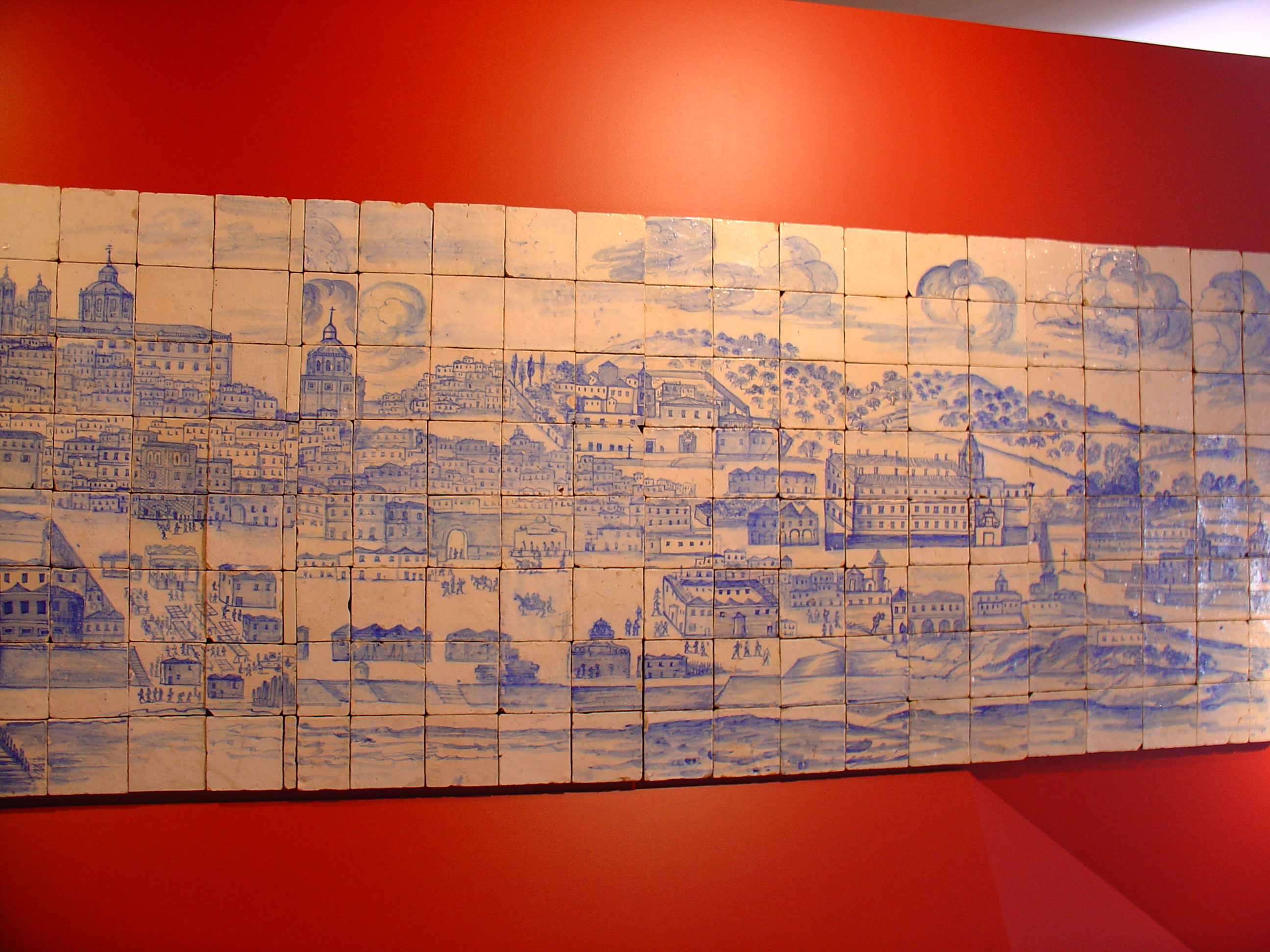
Габріель дель Барко. Панорма Лісабона, до 1755 р.

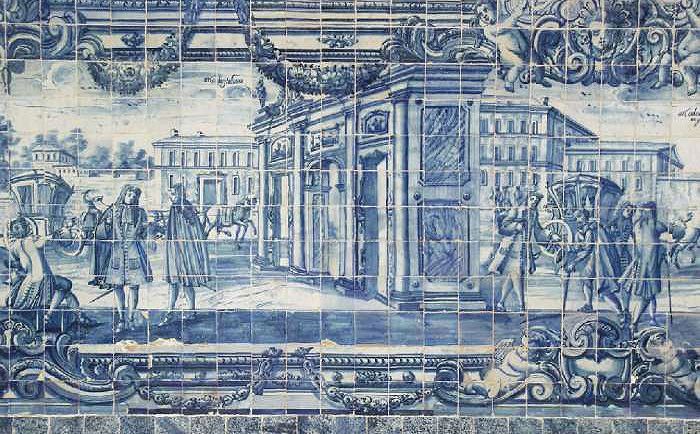
"Галантна сцена ". 1702 рік. Церква Сан Франциско да Байя, Сальвадор, Бразилія

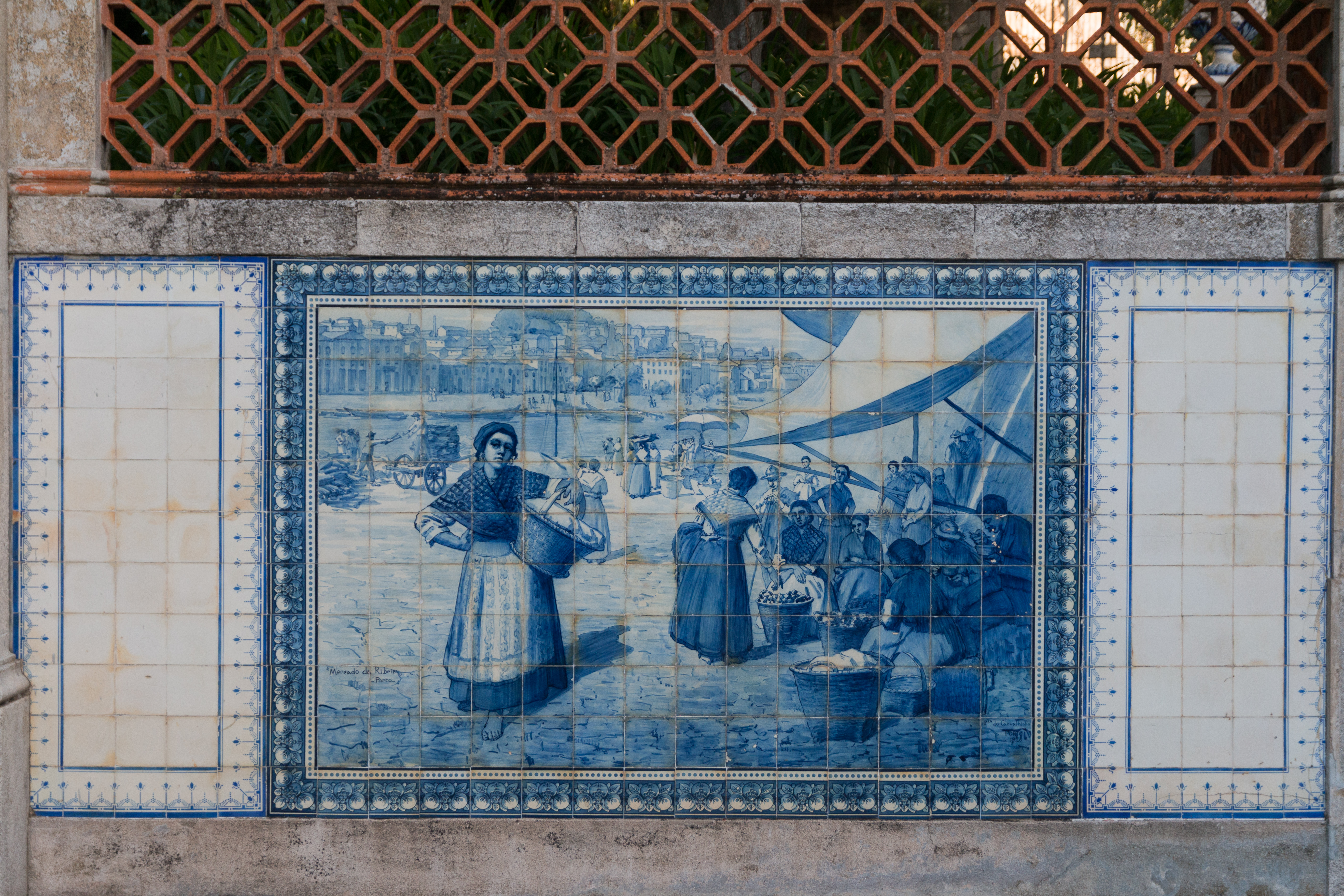
Панно з побутовою сценкою, м. Ламегу

Кахлі Португалії посіли особливе місце в мистецтві країни. Їх широко використовували в добу португальського бароко. Біло-блакитні сюжетні і орнаментальні кахлі йшли на оздоблення палаців, фонтанів, церков.
Ними викладали або панно, або навіть усю поверхню стіни, стіни кліток для сходинок, навіть стелі палацових залів і церков. В сюжетах використовували зразки західноєвропейських гравюр на релігійні та побутові теми. Картина з кахлів нагадує мозаїку або сучасні пазли, тільки в кераміці і в пишній рамі, що імітує гобеленові бордюри. Існували і чисто орнаментальні панно, схожі на килими арабських країн.

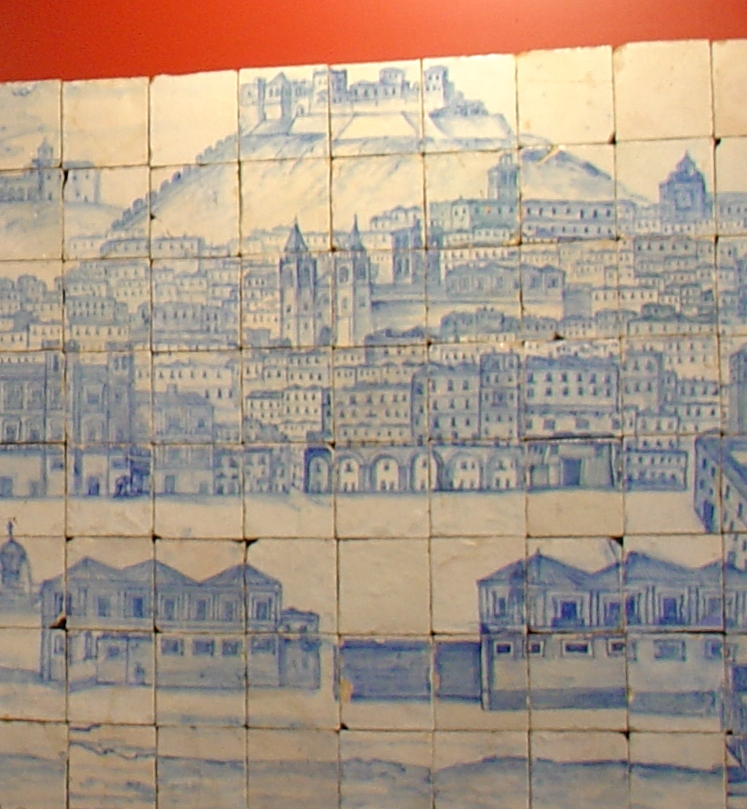
«Катедральний собор Санта Марія Майор у Лісабоні» до 1755 р.
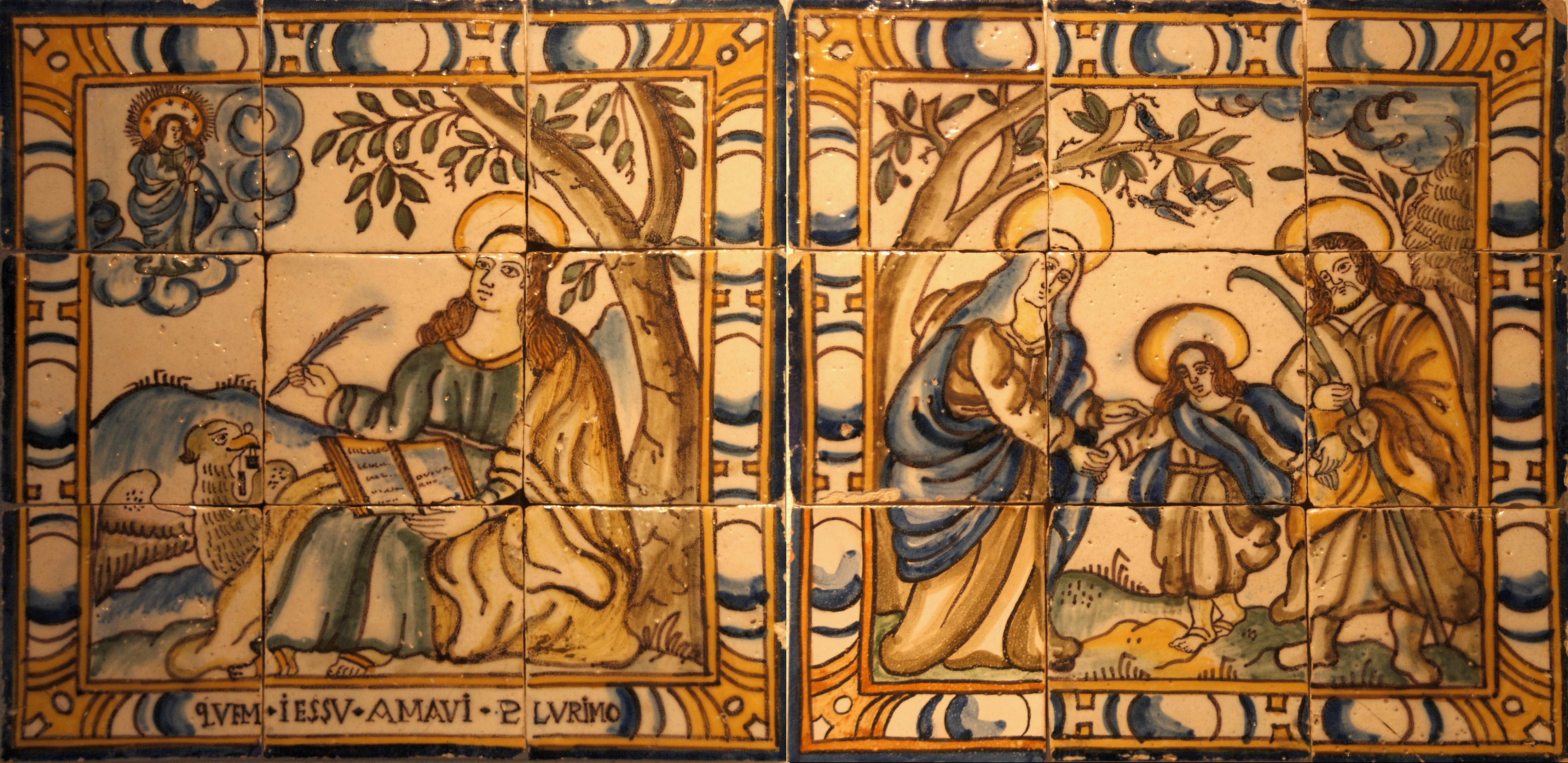
Кахлі з релігійними сюжетами,  1-а половина 17 ст.
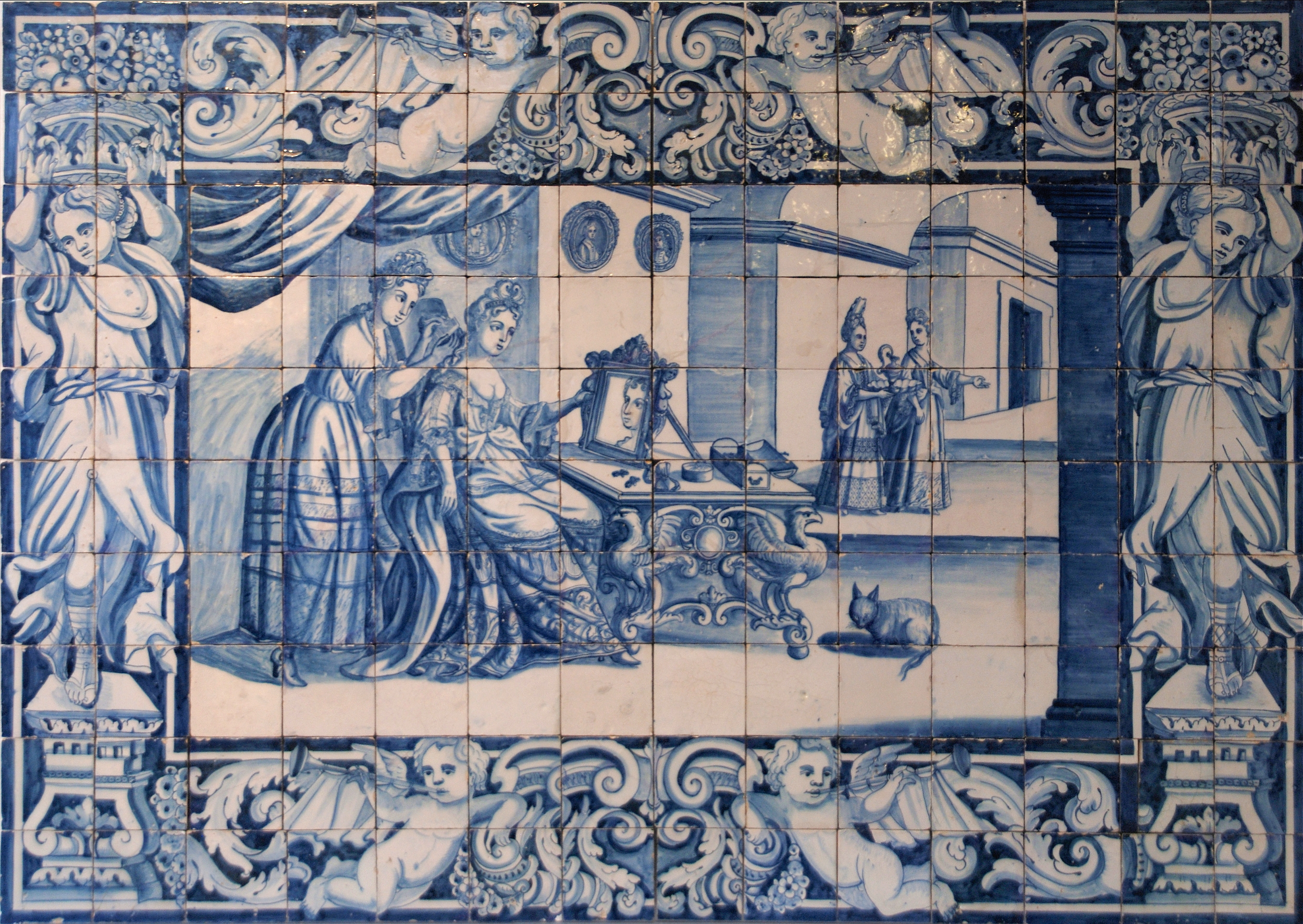
«Шляхетна пані за туалетами», до 1730 р.
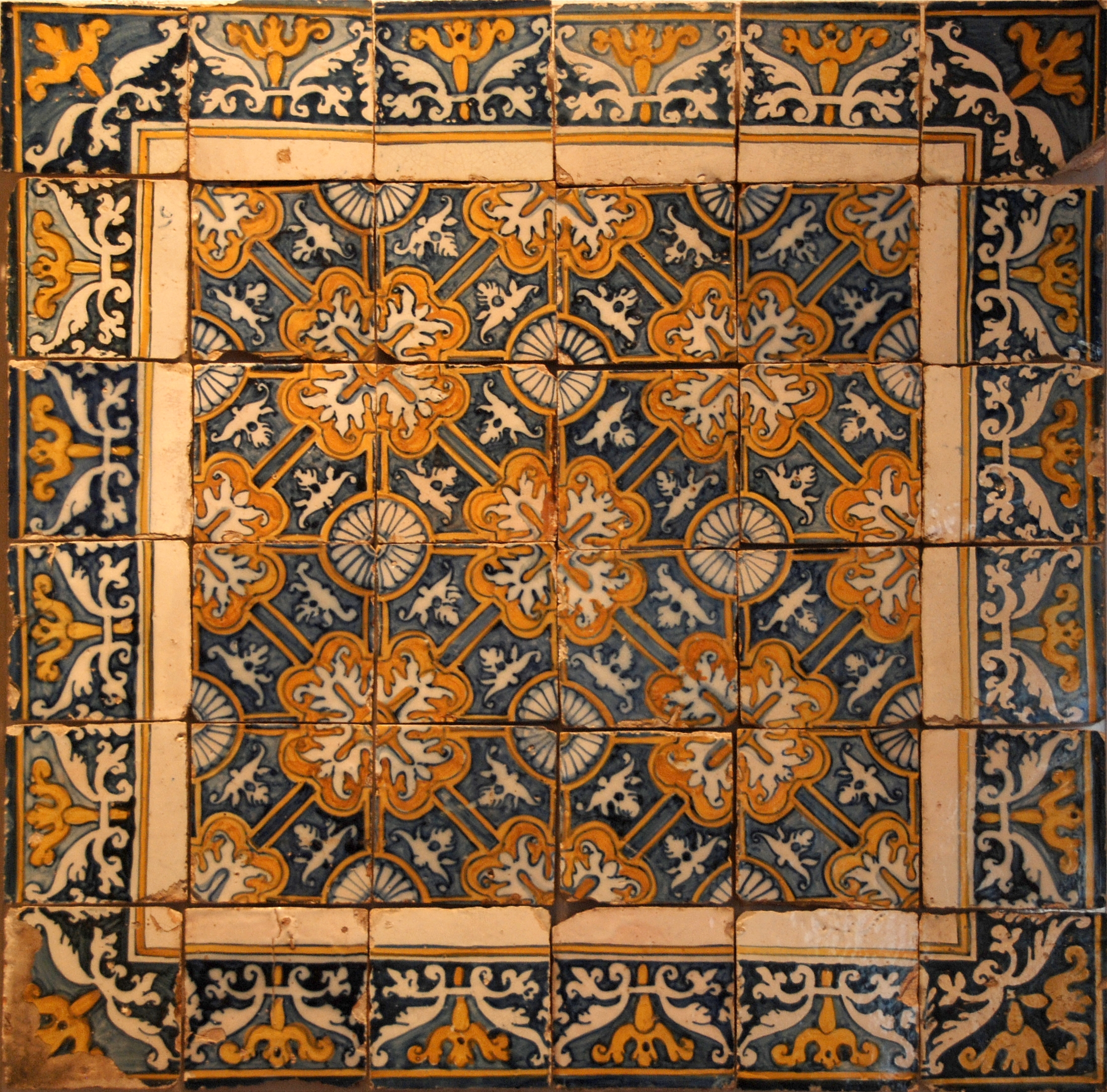
Італо-фламандське панно, 1-а половина 17 ст.
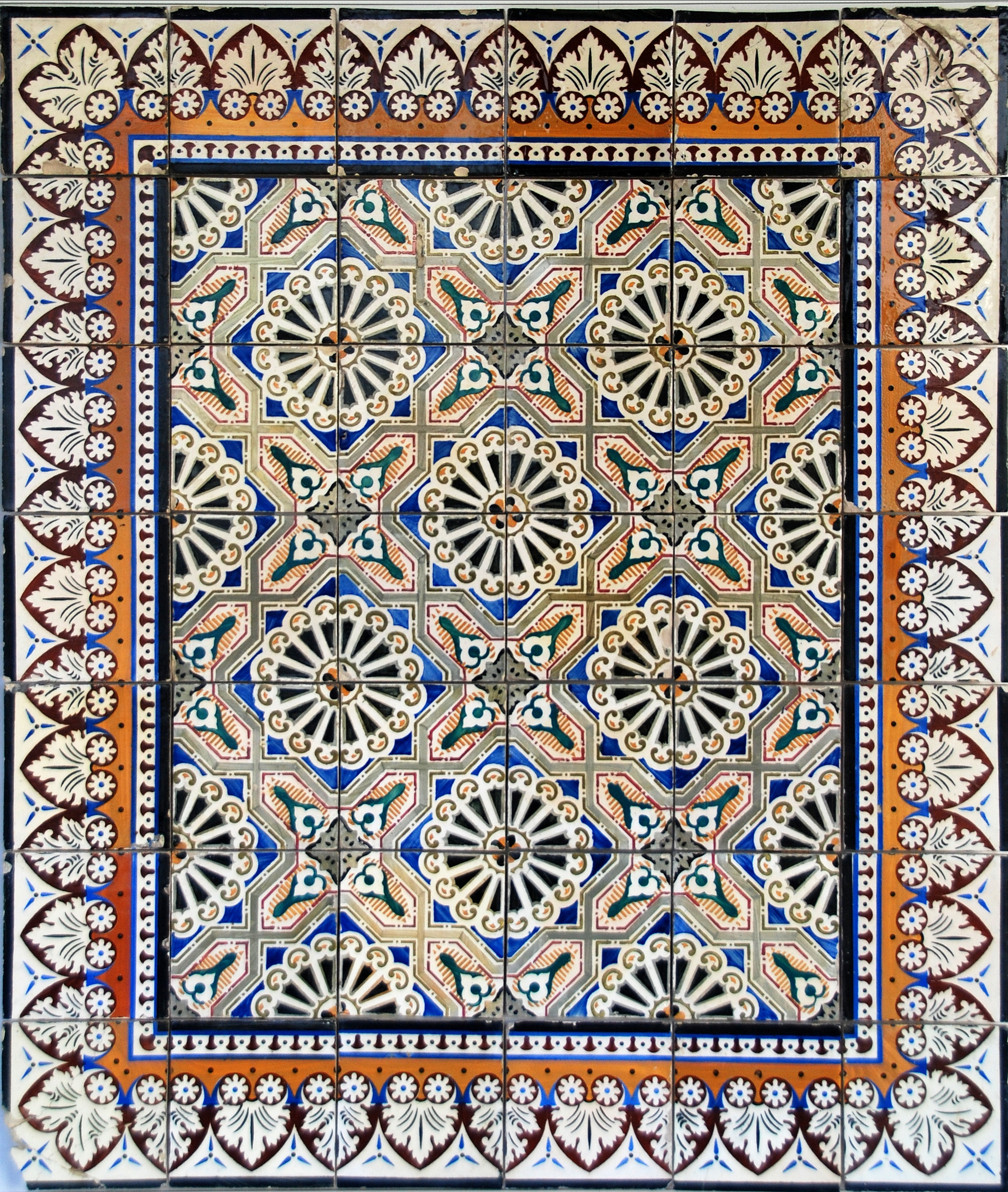
Килимові кахлі, фабрика Девезас, м. Порто, до 1880 р.
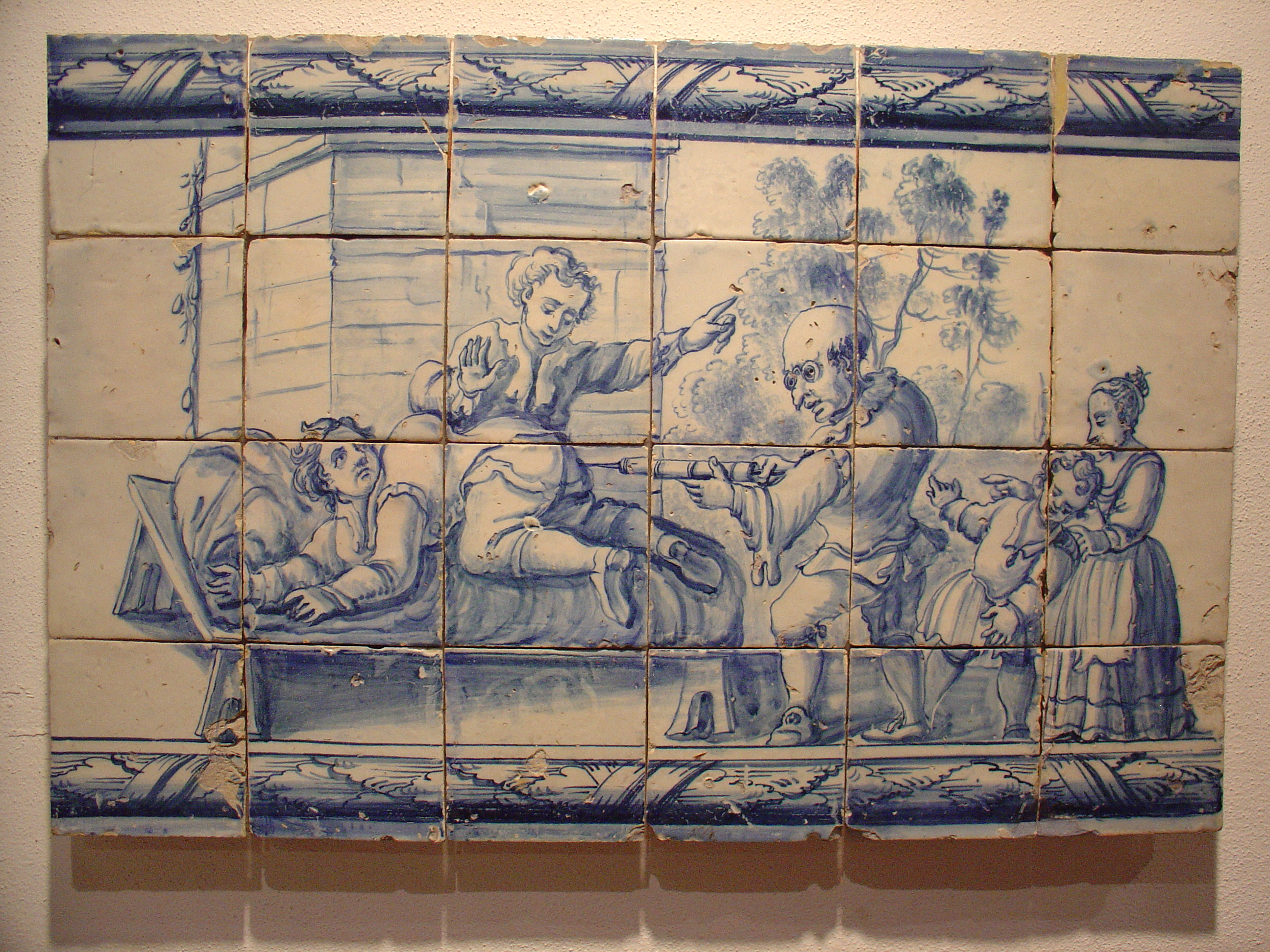
Кахлі з гумористичною сценою, 18 ст.
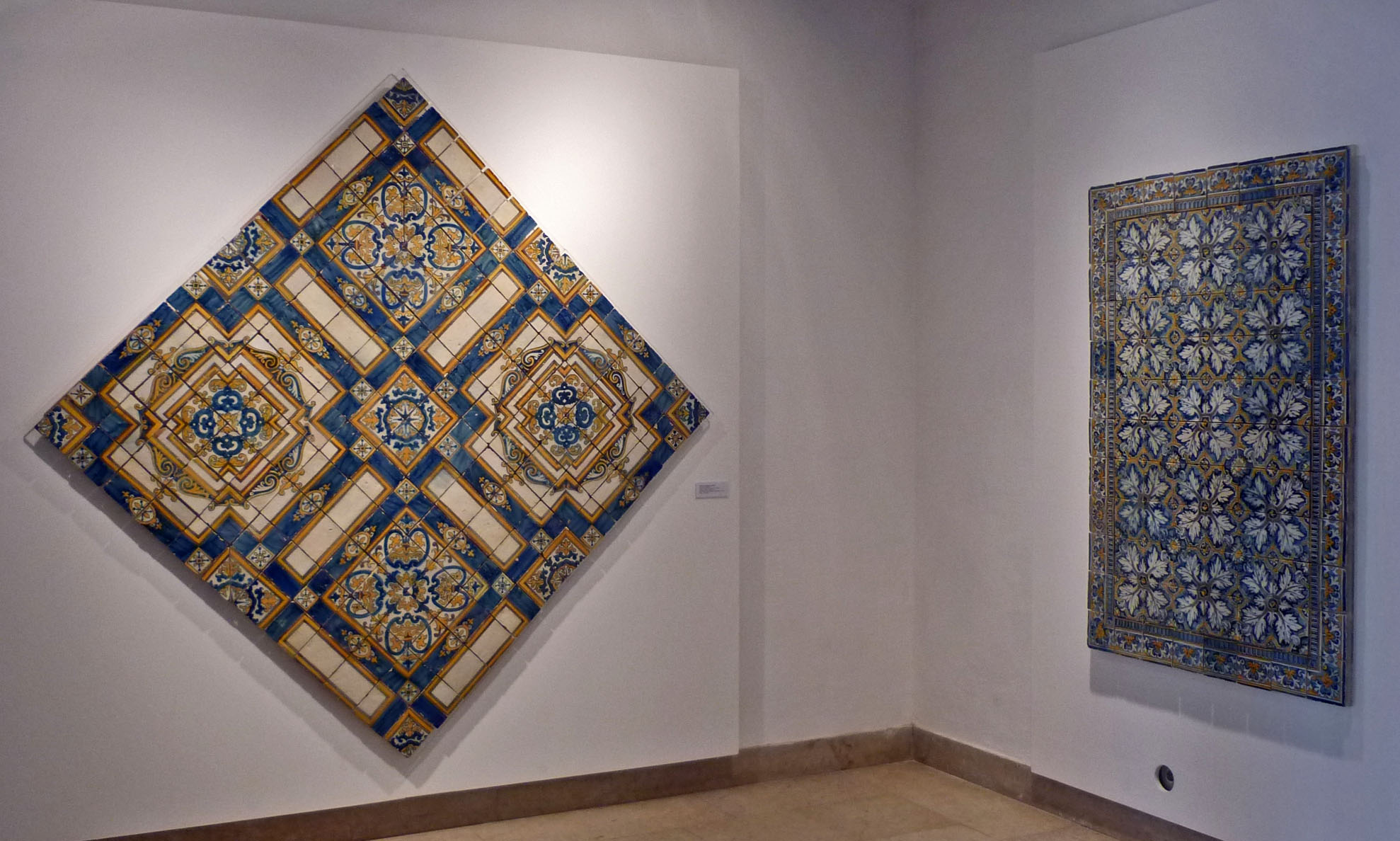
Килимові кахлі
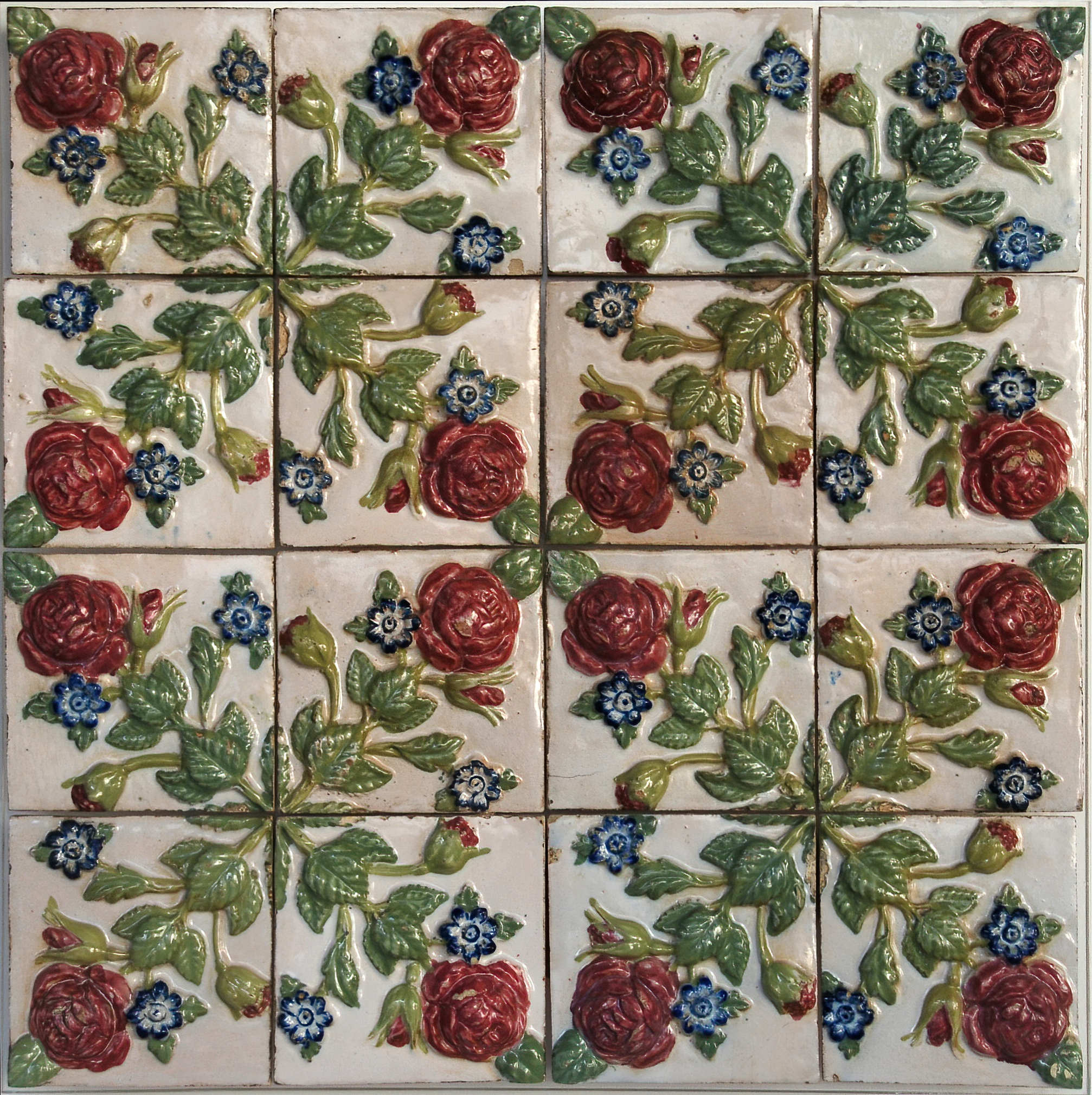
рельєфні килимові кахлі 19 ст. Усі — Національний музей азулежу, Лісабон.
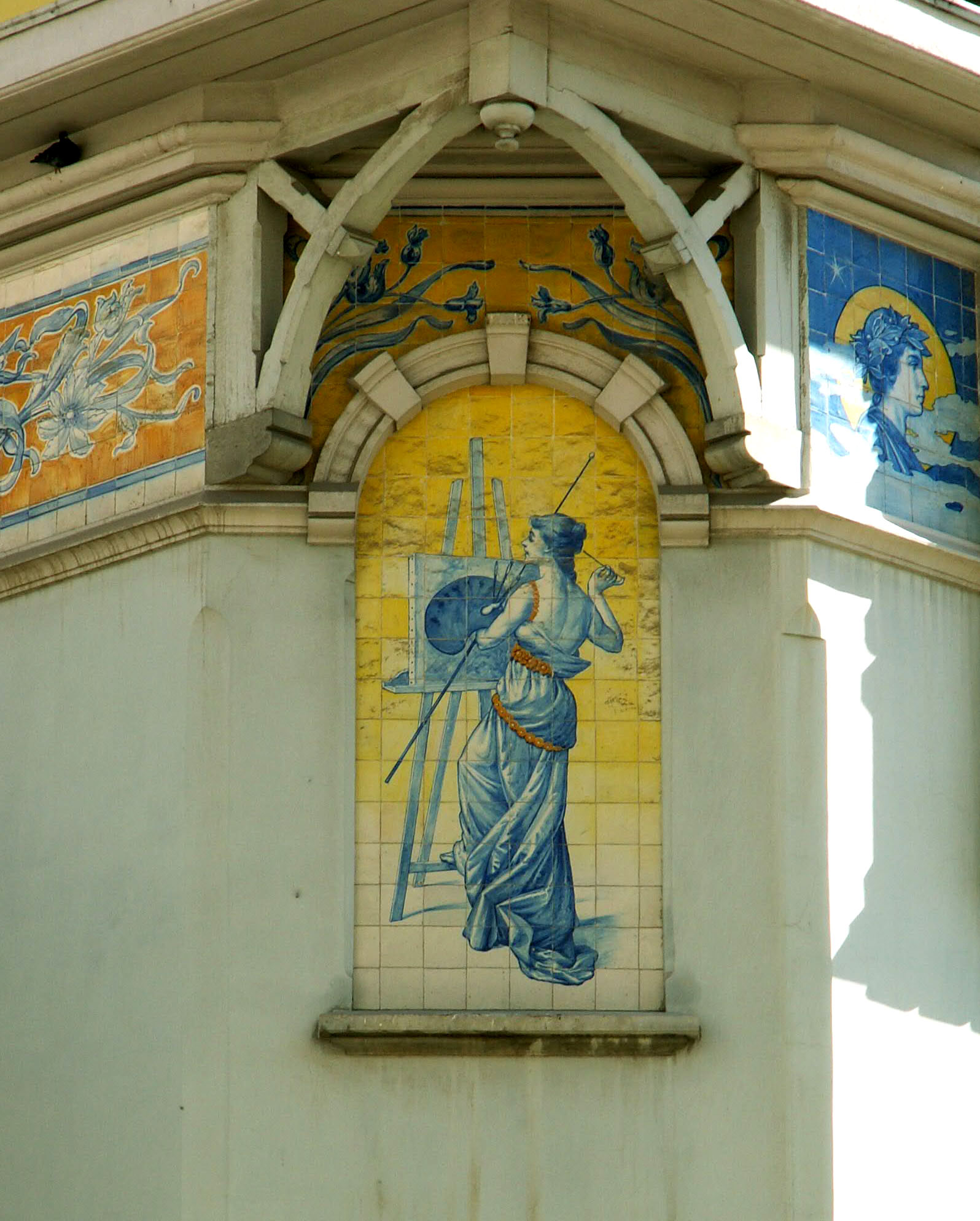
Будинок-музей художника Жозе Мальйоа, Алегорія живопису, Лісабон.

## Кахлі і мистецькі стилі
Довге використання кахель зумовило і їх співідношення до мистецьких стилів. Існують кахлі ранішнього і пізнього середньовіччя, доби Відродження, кахлі доби бароко, доби класицизму, доби історичних стилів 19 століття, кахлі доби сецесія (модерн) тощо. Серед відомих майстрів, що зверталися до створення кахель — Антоніо Фіделі, Михайло Врубель.
Коробчаті і архітектурні кахлі виробляють за старими і сучасними технологіями і використовують у реставраційних роботах. Сюжетні, одноколірні кахлі деяких епох давно стали предметами колекціонування приватних осіб і музеїв. У різних містах існують різноманітні колекції кахлів (орнаментальних і сюжетних) доби голландського бароко з міста Делфт, кахлів Португалії (азулежу), Італії, Білорусі тощо. Кахлі так званого петровського бароко початку 18 століття (голландські і місцевого виробництва) експонує музей Ермітаж, Петербург.
Невеличка колекція сюжетних і безсюжетних кахлів існує і в місті Києві.

## Кахлі доби сецесії

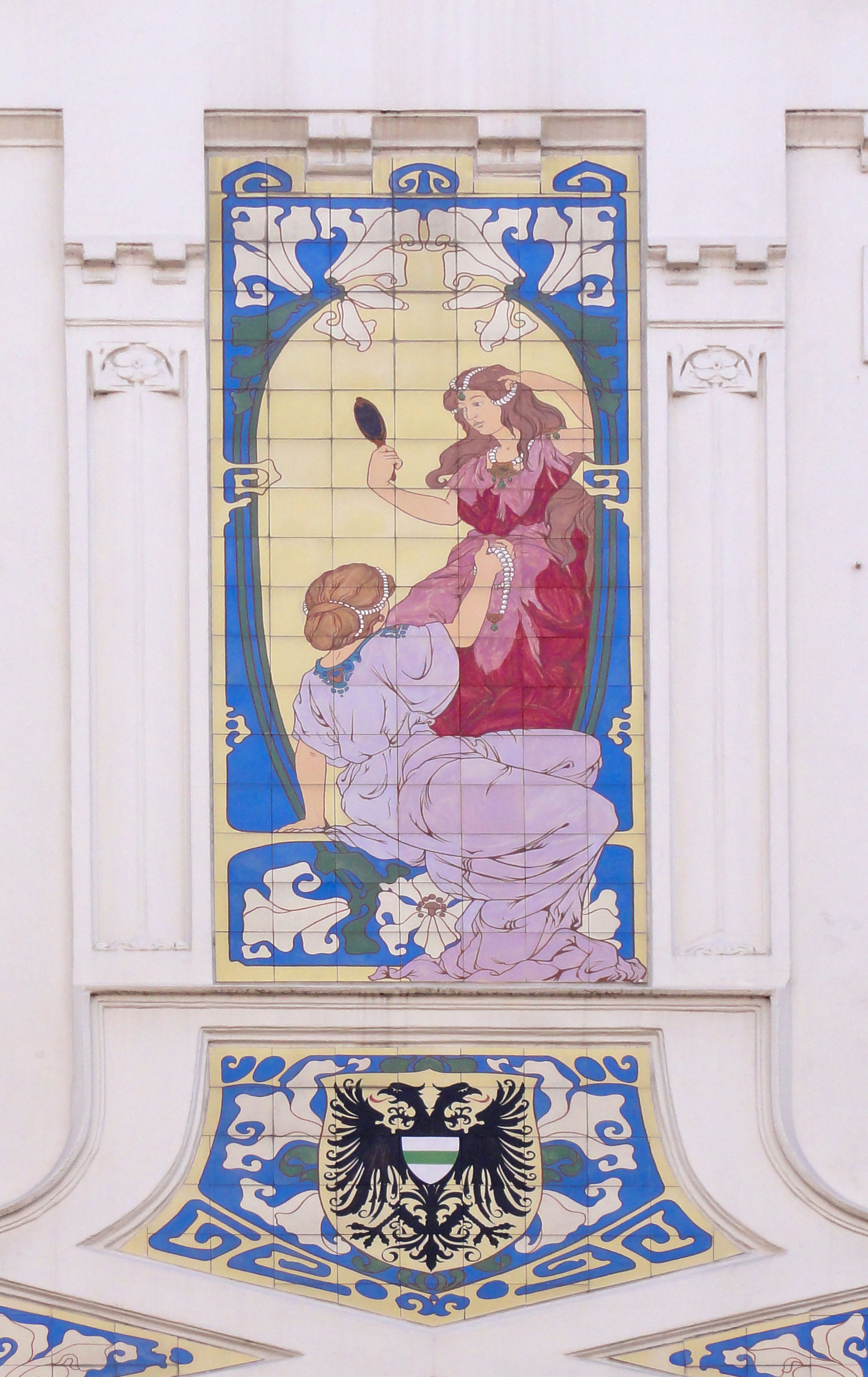
Гронінген. Сюжетне керамічне панно доби сецесії

## Кахлярська спадщина України

Камін роботи Бобруйка. Остерський краєзнавчий музей, Чернігівська область.

Українські кахлі пройшли тривалий шлях розвитку. В пізньому середньовіччі намітилися певні регіональні особливості. Велику варіативність кахель спостерігаємо в Лісостеповій частині України. Кахлярство Полтавщини перебувало під значним впливом кахлярства Чернігівщини.
Відомим осередком кахлярства була південно-східна частина Зіньківського повіту Полтавської губернії. До середини XIX століття теракотові кахлі тут виготовляли гончарі Глинського, Малих Будищ та Лазьків. Наприкінці XIX століття це ремесло занепало. До початку XIX століття лицьову частину кахель гончарі Опішні та оточуючих сіл прикрашали рельєфним рослинним декором, який пізніше змінився геометричним. Найуживаніші його мотиви – «хрест», малюнок «решіткою». У Лазьках виготовленням «синіх» димлених кахель займався Пилип Явдак.
В XIX столітті поширюється мода на забілювання сіруватих теракотових кахель, які легко забруднювалися, що навіть виразилося у полтавському фольклорі: «До Дмитра дівка хитра, а по Дмитрі хоч кахлі витри». У XIX столітті подекуди починають робити зовсім гладкі кахлі, розраховуючи якраз на забілювання груб.
Досить своєрідним було мистецтво кахель Наддніпрянщини. Для кахель цього регіону характерний динамізм, рухливість зображень людей, тварин чи рослин. Щонайрізноманітнішими були кахлі Поділля. Основні центри кахлярства: Кам'янець-Подільський, Вінниця, Бар та ін. Багато архаїчних рис зберегли кахлі Прикарпаття (цьому сприяла певна ізоляція гірських поселень). Кахлярство Північно-Західної Галичини перебувало під впливом мистецтва ренесансної Європи. Про кахлярське мистецтво Закарпаття немає достатньої кількості матеріалу, однак відомо, що тут вироблялися два тип кахель: «вогневі» та обличкувальні.
У першій половині XIX століття під впливом фабричної промисловості кахлярство почало поступово занепадати. Введення системи центрального опалення зняло потребу у кахельних печах. З початку XX століття попит на кахлі різко падає. Дещо пізніше вони стають предметом суто наукового інтересу.

## Галерея

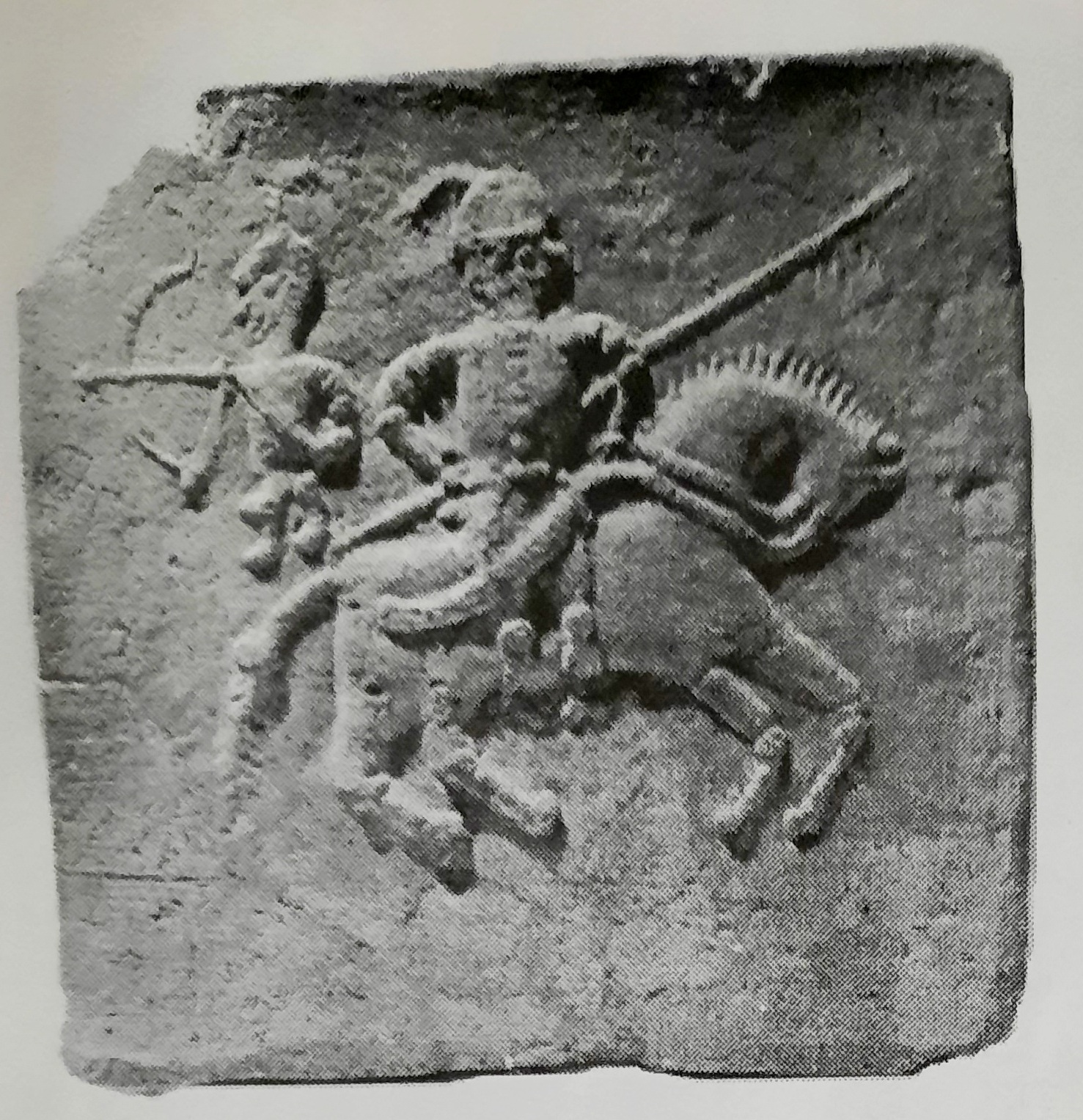

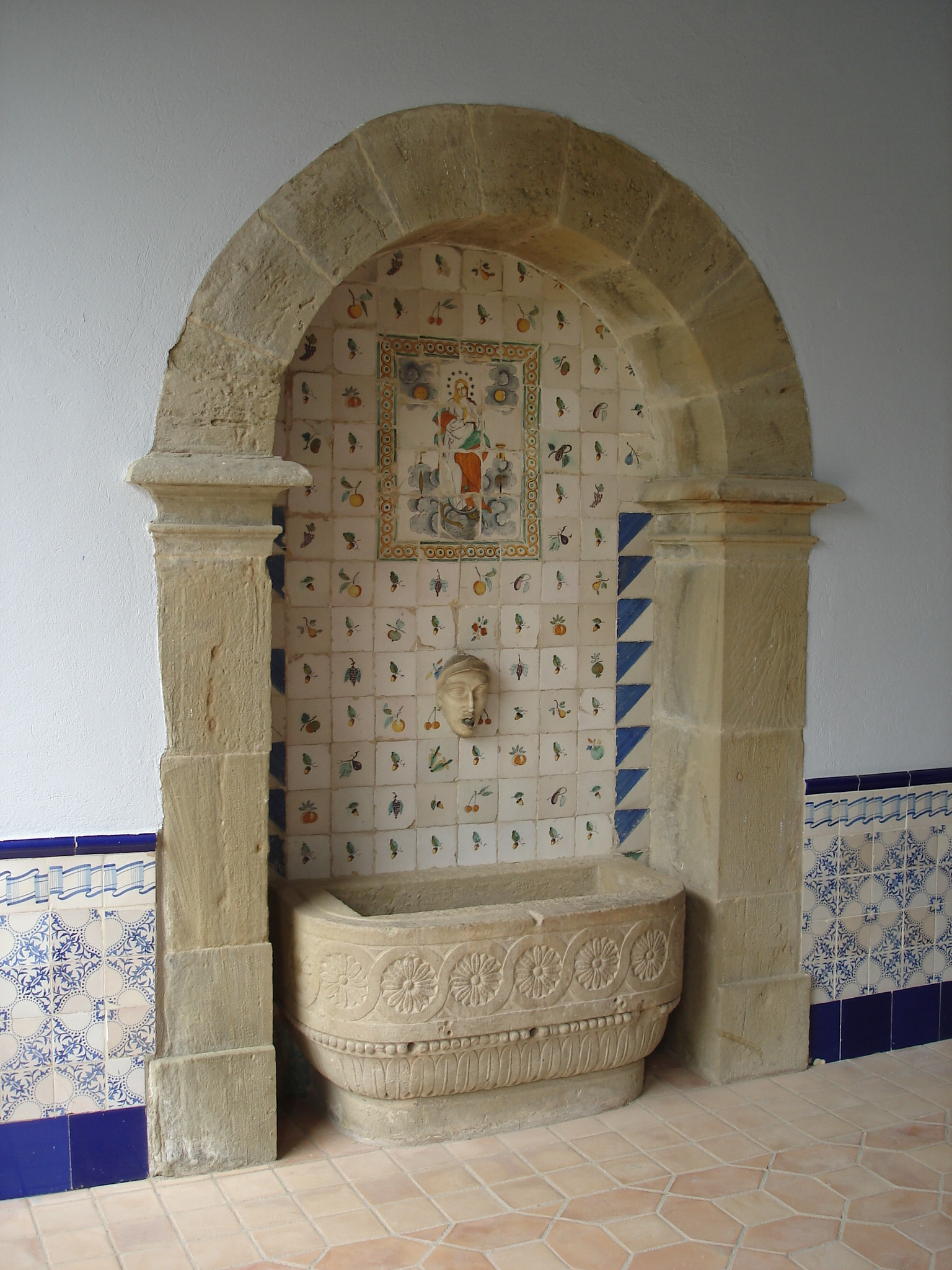
Файл:Monestir_Sant_Benet_Bages_Mai08.JPGМонастир Сан Беніто де Баг (Каталонія). Декор різними кахлями монастирського джерела
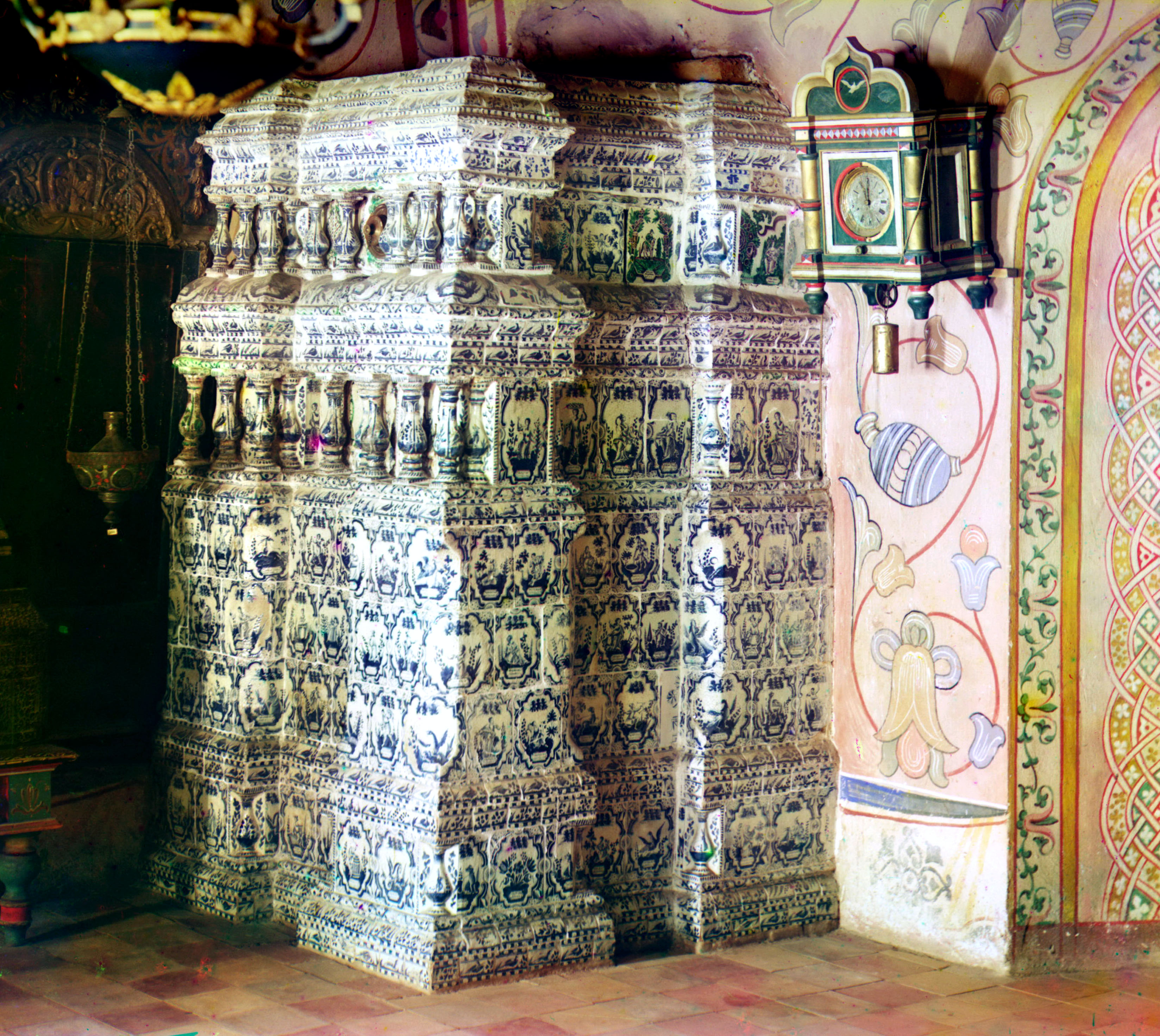
Файл:Gorskii_03943u.jpgРостов Великий. Піч в Митрополичому дворі, 18 ст.
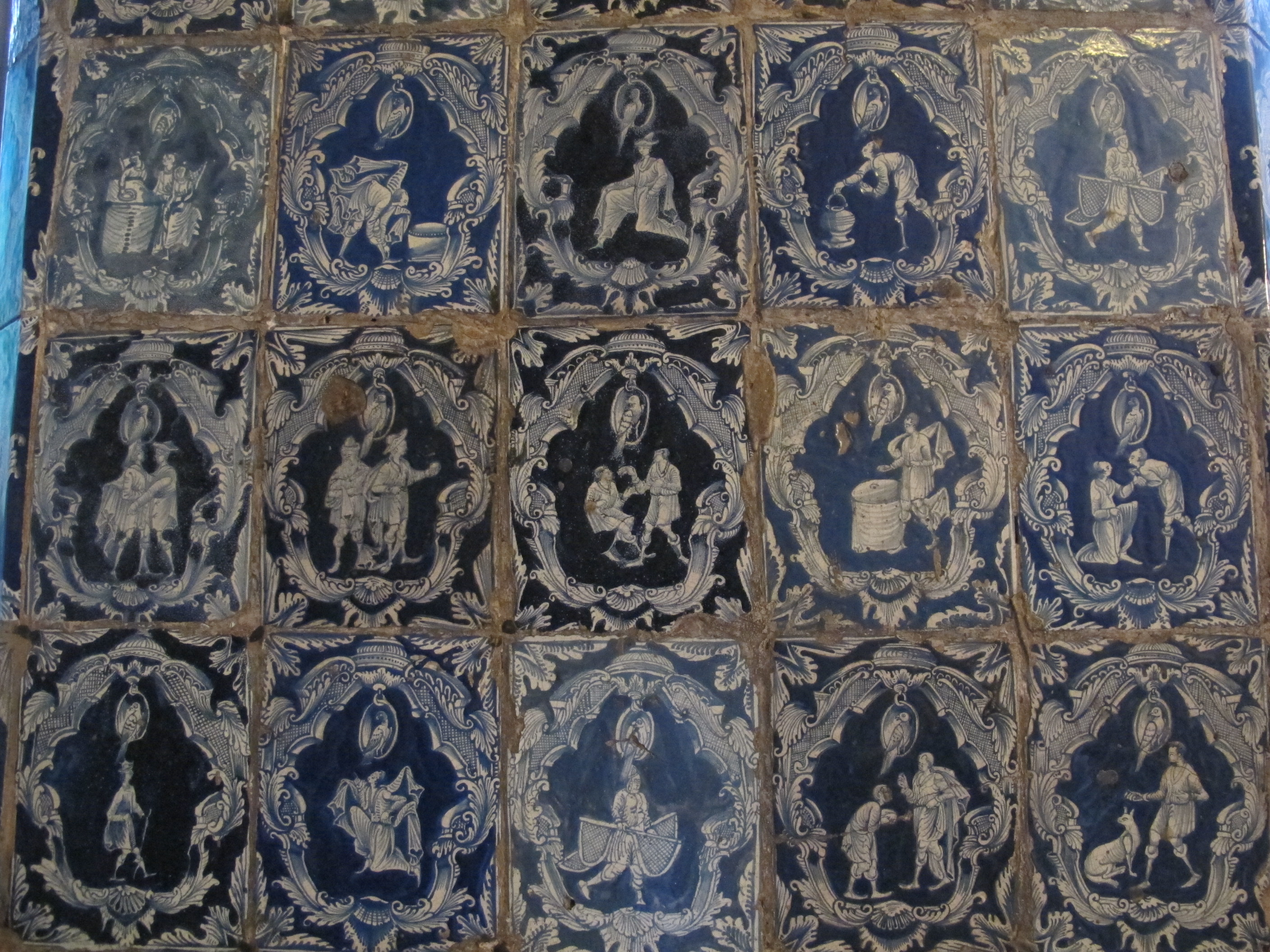
Файл:Stufa_in_maiolica,_russia,_1750_ca._02.JPGРосійські кахлі доби бароко, 1750 р.
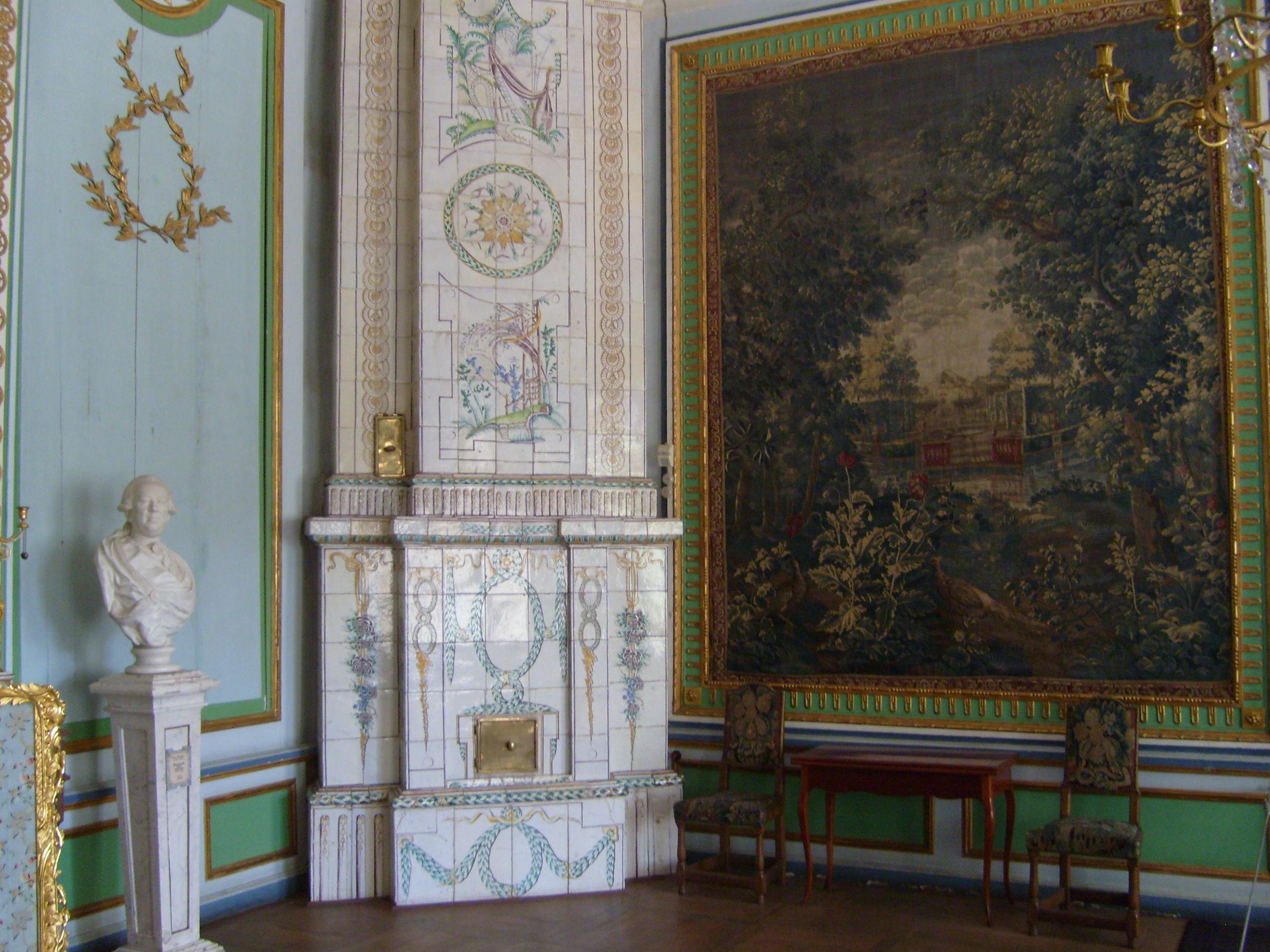
Файл:Kuskovo_Palace_Tapestry_Room.JPGГобеленова зала палацу Кусково, піч з орнаментальними кахлями 18 ст.
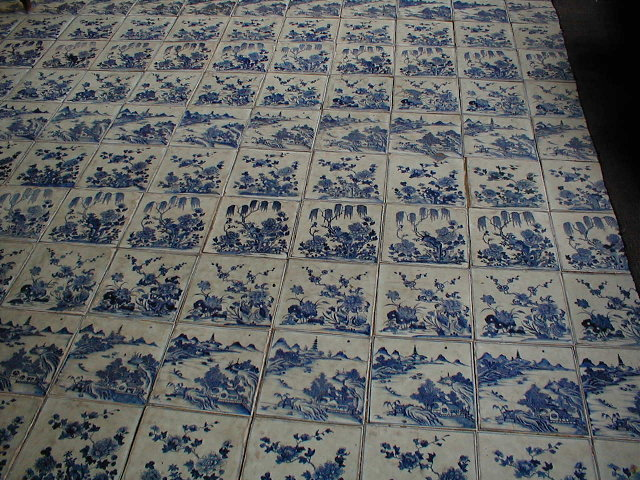
Файл:Chinese_porcelain_tiles,_Cochin_synagogue.jpgСинагога Кокін,китайські порцелянові сюжетні і орнаментальні кахлі.
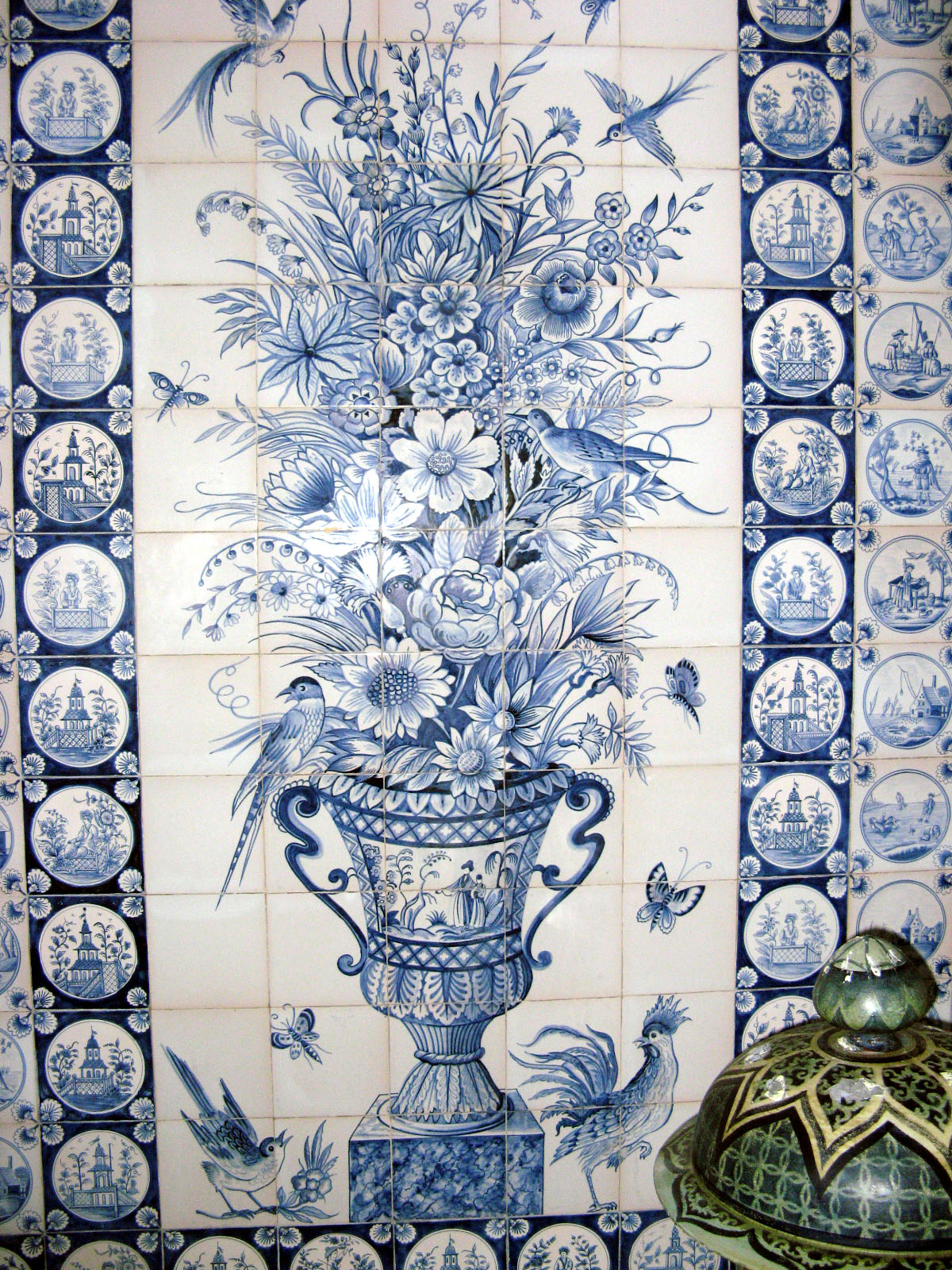
Файл:Groussay_Tente_Tatare_2.JPGПанно з кахлями Делфту
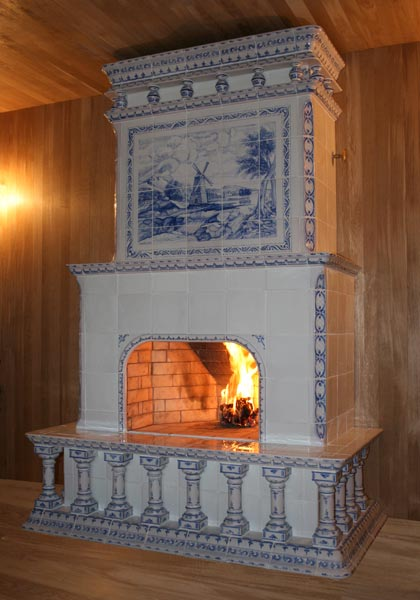
Файл:Kamin-izrazets.jpgСучасний камін з кахлями за старовинними зразками
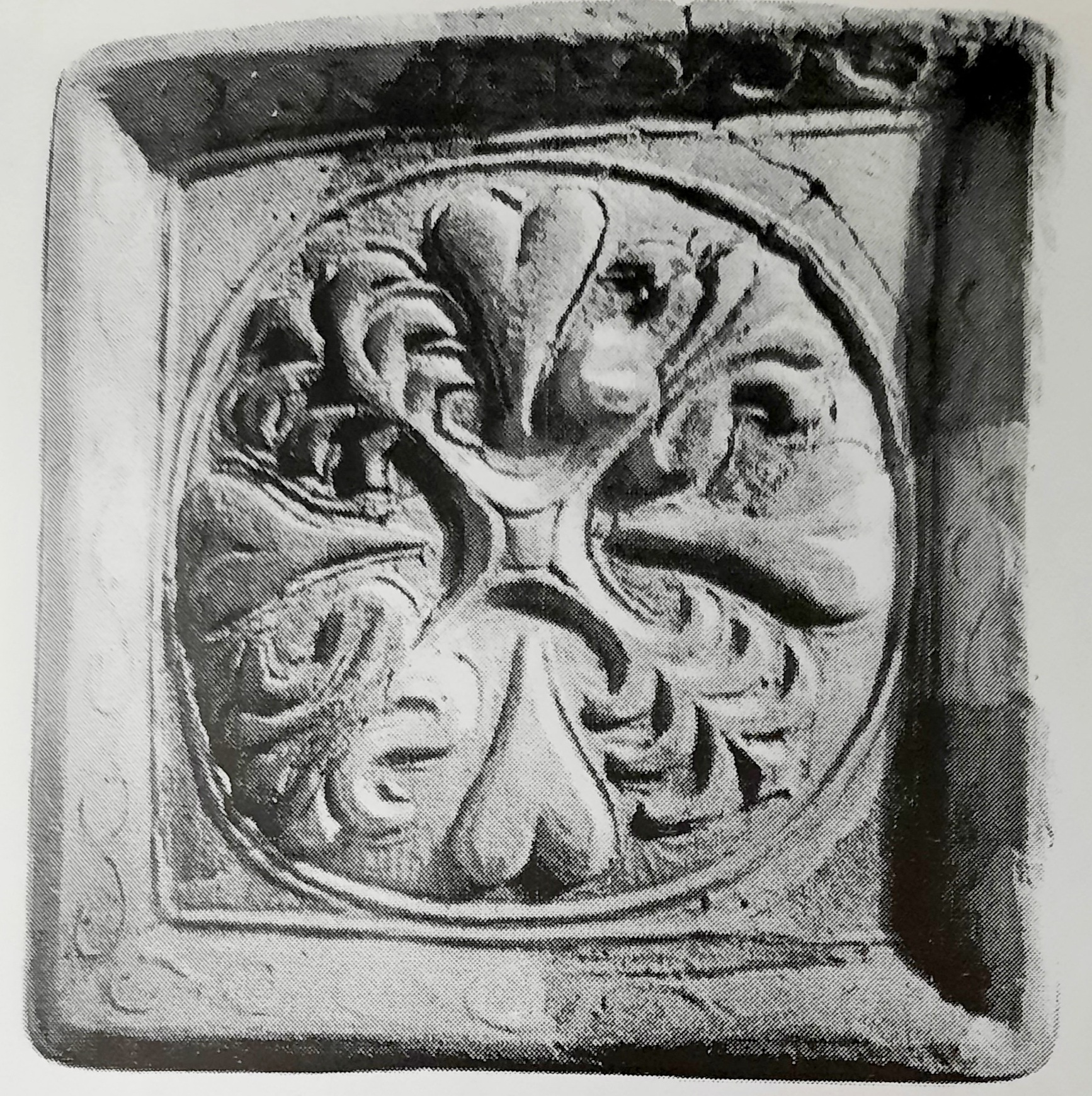
Файл:Українська_кахля_із_зборів_П.Лининського.jpgУкраїнська кахля із зборів П.Лининського
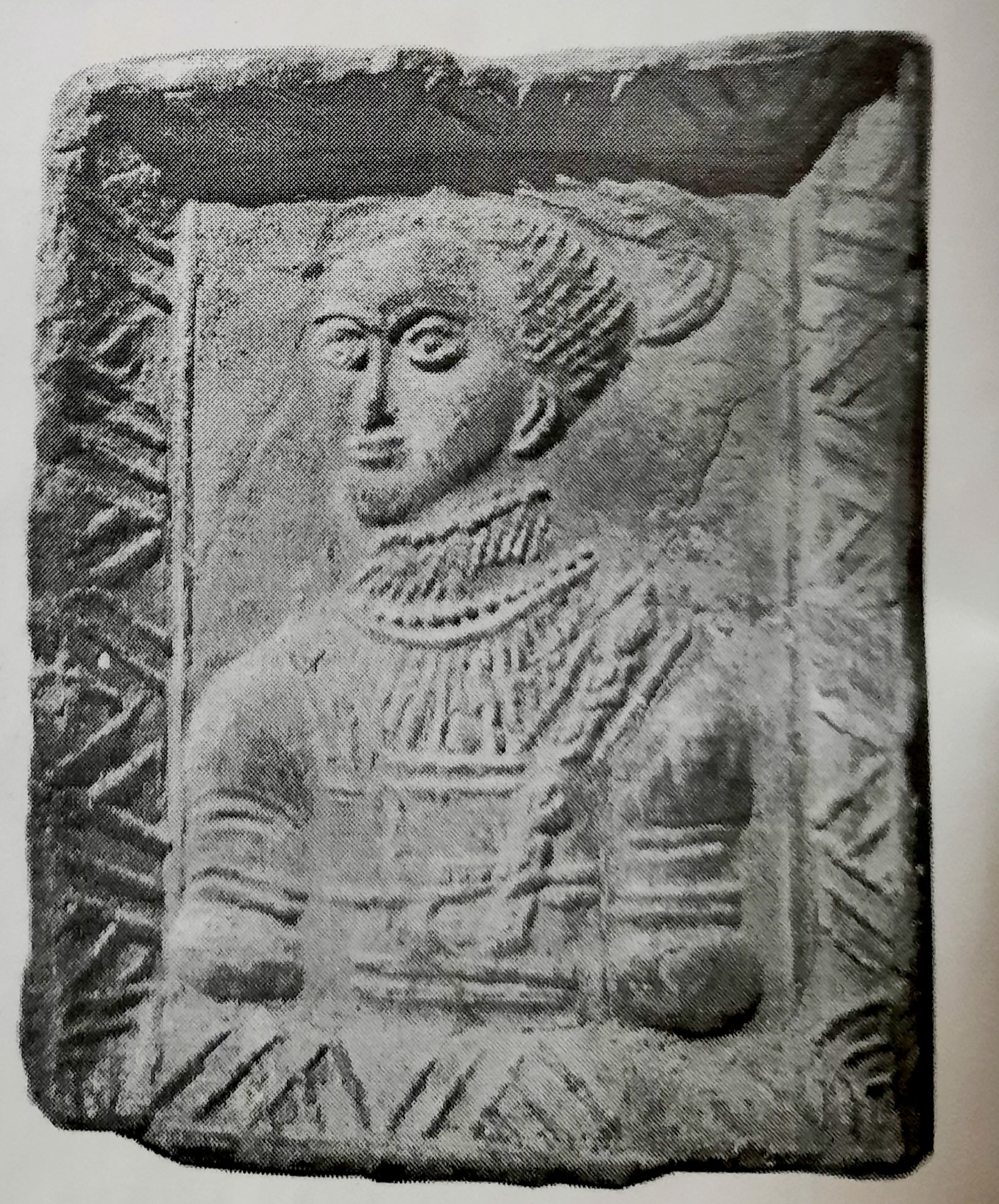
Файл:Львівська_кахля_з_зборів_П.Лінинського.jpgЛьвівська кахля з зборів П.Лининського
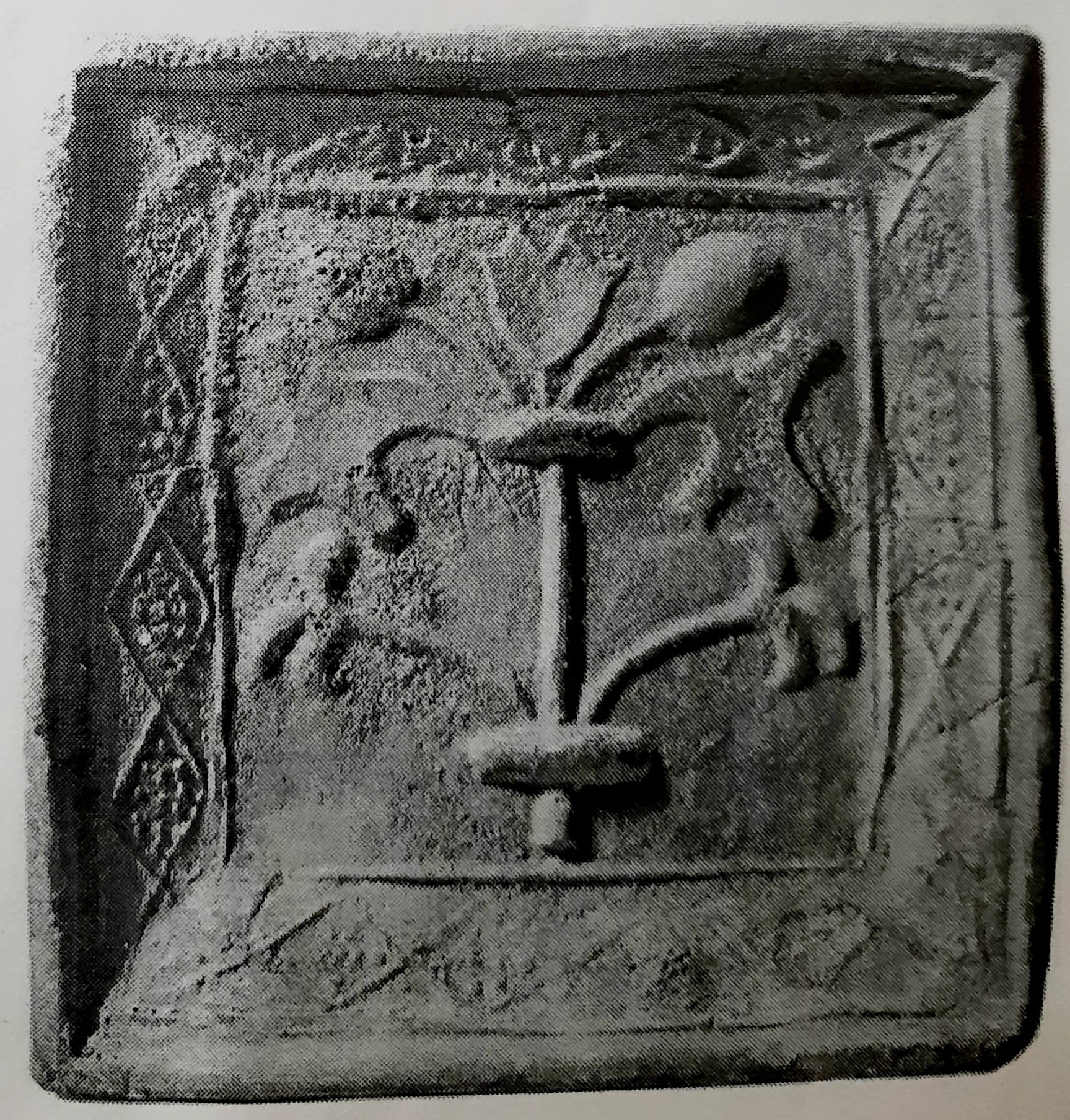

- Файл:Львівська_кахля_з_зборів_П.Лининського.jpg
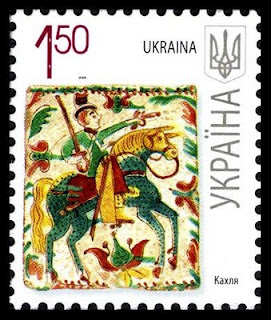
Файл:Stamp_of_Ukraine_ua1029.jpgПоштова марка "Кахля, 1,50 грн.", Пошта України, 2009 рік